# Char d'assaut
Pour les articles homonymes, voir Char (homonymie) et Assaut.
 (mai 2021).
Si vous disposez d'ouvrages ou d'articles de référence ou si vous connaissez des sites web de qualité traitant du thème abordé ici, merci de compléter l'article en donnant les références utiles à sa vérifiabilité et en les liant à la section « Notes et références ».
Le char d'assaut (en anglais : tank, en allemand : Panzer) est un système d'arme mobile constitué d'un canon monté sur un véhicule automobile blindé et le plus souvent chenillé (il existe également des chars légers à roues) permettant à la fois d'évoluer sous protection et de tirer.

## Description schématisée

Schéma légendé d'un char.

1. Viseur du tireur/opérateur tourelle
2. Masque du canon
3. Mitrailleuse coaxiale
4. Évacuateur de fumée
5. Canon
6. Épiscopes
7. Volet d'accès au compartiment de conduite
8. Glacis
9. Chenille
10. Boîte à munition de la mitrailleuse
11. Mitrailleuse pour le chef du char
12. Volet du tourelleau
13. Tourelle
14. Interface tourelle-châssis
15. Caisse ou châssis
16. Prise d'air du moteur
17. Déport de caisse
18. Jupe latérale
19. Barbotin
20. Patin de chenille
21. Galet de roulement

## Origine du terme tank
Quelques mois après le début de la Première Guerre mondiale, en octobre 1914, le colonel Ernest Dunlop Swinton de la British Army, un tacticien militaire, a le projet de concevoir un véhicule armé, blindé et à chenilles. Une visite au front l’a en effet convaincu que la combinaison de la guerre des tranchées et de la mitrailleuse exigeait un tel véhicule. Ce projet atterrit sur le bureau de Winston Churchill, alors Premier Lord de l’Amirauté, qui en comprend l’intérêt et constitue en février 1915 un comité pour l’étude de ces prototypes de « landships » (navires de terre), le Landship Committee. Le char naît ainsi à Londres. Une maquette en bois est présentée au comité le 15 septembre 1915 et un prototype, appelé « Mother » (Mère), effectue ses premiers essais le 2 février 1916 devant le roi et les hautes autorités gouvernementales. Le char est en conséquence commandé à 100 exemplaires sous la dénomination Mark I. Soucieux d’en garder le secret, les Britanniques proposent d’abord de les appeler « Water Carrier » (porteur d’eau), en proclamant qu’ils sont destinés au ravitaillement en eau de l’armée britannique de Mésopotamie. Plusieurs autres appellations sont envisagées avant que le colonel Swinton utilise le nom de « tank » (c’est-à-dire réservoir) en décembre 1915, afin de faire croire que le Royaume-Uni produit des réservoirs d’eau autotractés à destination du front mésopotamien.

## Types de chars
- Char d'assaut : terme générique, employé à l'origine pour désigner les chars britanniques devant créer des ruptures dans les lignes allemandes durant la Première Guerre mondiale.
- Char d'infanterie : char ayant pour mission d'accompagner l'infanterie, lent, car devant évoluer à la même vitesse que des soldats combattant à pied, il possède par contre un blindage épais et un armement conséquent. Exemple : Matilda II, B1, A22 Churchill.
- Char de cavalerie : appelé également « char rapide », le char de cavalerie est un char très mobile dont l'armement est optimisé pour le combat antichar, il évolue indépendamment de l'infanterie. Exemple : AMC 35, SOMUA S35.
- Char cruiser : équivalent britannique du char de cavalerie. Exemple : A13 Mk II, A15 Crusader, A27M Cromwell, A34 Comet I.
- Chasseur de chars : char spécialisé dans la destruction des blindés, il est puissamment armé et généralement assez mobile, il demeure cependant moins polyvalent qu'un char moyen mais comble le déficit capacitaire de ceux-ci. Exemple : M10, Valentine Mk I Archer, M18, Jagdpanzer V, SU-100.
- Canon automoteur : utilisé comme véhicule d'appui-feu dans les unités d'infanterie mécanisées. Leur armement, souvent monté en casemate, est varié ; obusier, canon d'artillerie ou canon antichar. Exemple : SAu-40, Sturmgeschütz, SU-122, M7 Priest, ISU-152, ASU-85.
- Canon d'artillerie automoteur : armé d'un canon d'artillerie, pour effectuer des tirs indirects à longue portée. Exemple : M109, 2S1 Gvozdika, Bandkanon 1, AuF1, PzH 2000.
- Char léger : char de faible tonnage, aux dimensions réduites mettant l'accent sur la mobilité au détriment du blindage. Son faible coût et sa masse réduite facilitent son emploi opérationnel. Exemple : Hotchkiss H35, M3 Stuart, AMX-13, PT-76, M551 Sheridan, Type 15.
- Char moyen : appellation utilisée initialement pour désigner les chars plus légers que les chars lourds des années 1920 et 1930. Le terme est réemployé par les Soviétiques et les Américains durant la Seconde Guerre Mondiale. Exemple : T-28, M4 Sherman, T-34, M26 Pershing, FV4101 Charioteer, T-54.
- Char lourd : char lourdement blindé et armé utilisé pour contrer les chars adverses et les fortifications. Leur coût de fabrication et leur masse limite leur emploi opérationnel. Exemple : KV-1, IS-2, AMX-50, M103, FV214 Conqueror.
- Char de bataille : char devant opérer conjointement avec l’infanterie motorisée au sein d’unité entièrement mécanisée, selon le général Estienne. Il représente l'intermédiaire entre les chars léger FT et les chars forteresses FM 2C. Terme réutilisé durant les années 1960 pour désigner l'AMX-30. Exemple : D2.
- Char de rupture : voir char de forteresse.
- Char d'arrêt : concept de char de bataille ayant pour mission de stopper l'avancée ennemie par attraction de son tir.
- Char de forteresse : appelé également « forteresse terrestre »", il est destiné à briser les lignes blindées et fortifications ennemies. Exemple Mark V, Mark VIII, FCM 2C.
- Char super-lourd : terme générique et utilisé pour désigner des chars de très fort tonnage comme le Panzerkampfwagen VIII Maus ou encore le T28.
- Char de combat : le char de combat apparaît au début des années 1960, il succède à la fois au char moyen et au char lourd. Exemple : M60, FV4201 Chieftain, AMX-30, Strv 103, T-64A, Leopard 2, Leclerc.
- Dépanneur de char : également appelé char de dépannage, il est équipé d'un treuil et parfois d'une grue, cette dernière permet la dépose d'un groupe motopropulseur ou d'une tourelle.

## Histoire

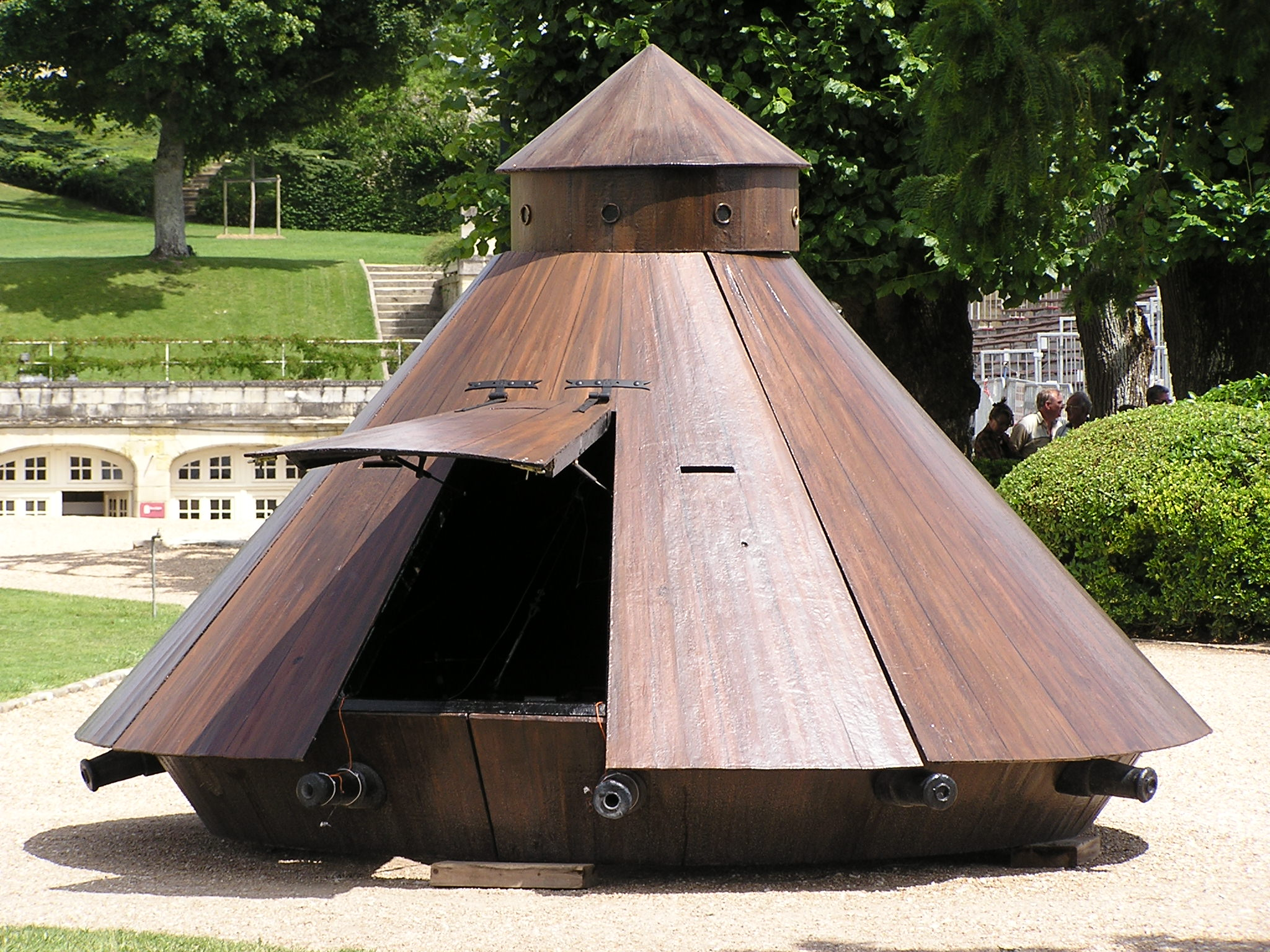
Réplique du char de Léonard de Vinci, un des précurseurs du char d'assaut contemporain.

### Première Guerre mondiale

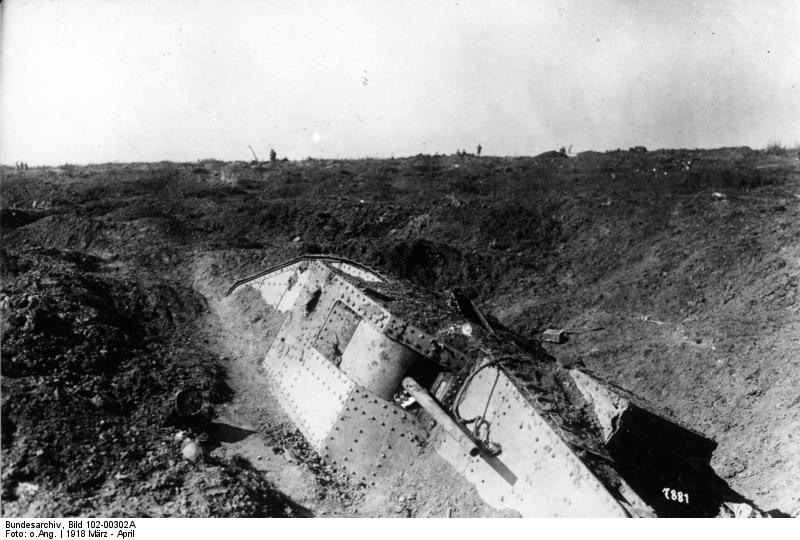
Char britannique « Mark II » à demi enfoui sur le champ de bataille dans le nord de la France en 1918.

Le char d'assaut que l'on connaît aujourd'hui, c'est-à-dire un véhicule blindé tout terrain armé d'un canon, prend forme lors de la Première Guerre mondiale.
Les premiers chars datent de 1915 et sont britanniques : le type Mark I avec canon ou mitrailleuses mais, trop lourds, ils ont tendance à s'embourber.

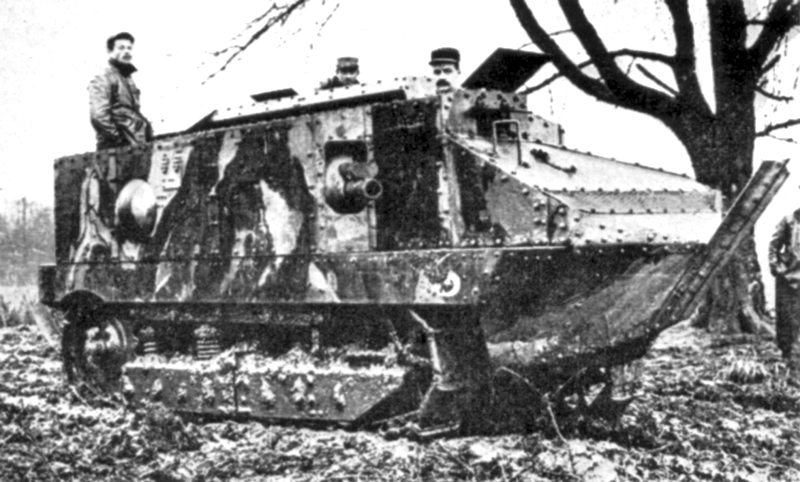
Le Schneider CA1, premier char de l'armée française, en avril 1917.

La France décide de lancer le projet du char Schneider CA1 en 1915, fabriqué par la Société d'outillage mécanique et d'usinage d'artillerie (SOMUA), il est le premier char allié équipant les troupes françaises. Ce char est produit à 400 exemplaires, il pèse 14 tonnes, mesure 6,32 m de long, 2,05 m de largeur et 2,30 m en hauteur, et un total de 6 hommes sont nécessaires pour le faire fonctionner. Il est motorisé par un moteur de 55ch, ce qui lui permet d’atteindre une vitesse en tout terrain de 3 km/h et 6 km/h sur route. Il est armé d’un canon de 75 mm Blockhaus Schneider sur l’avant droit et de deux mitrailleuses Hotchkiss Mle. Le principal défaut de ce char est sa faible mobilité, le rendant vulnérable aux tirs d’artillerie. Malgré cela, il sera produit jusqu’à aout 1918 et servira jusqu’à la fin de la Première Guerre mondiale, mais également pendant la guerre d’Espagne (1936-1939).

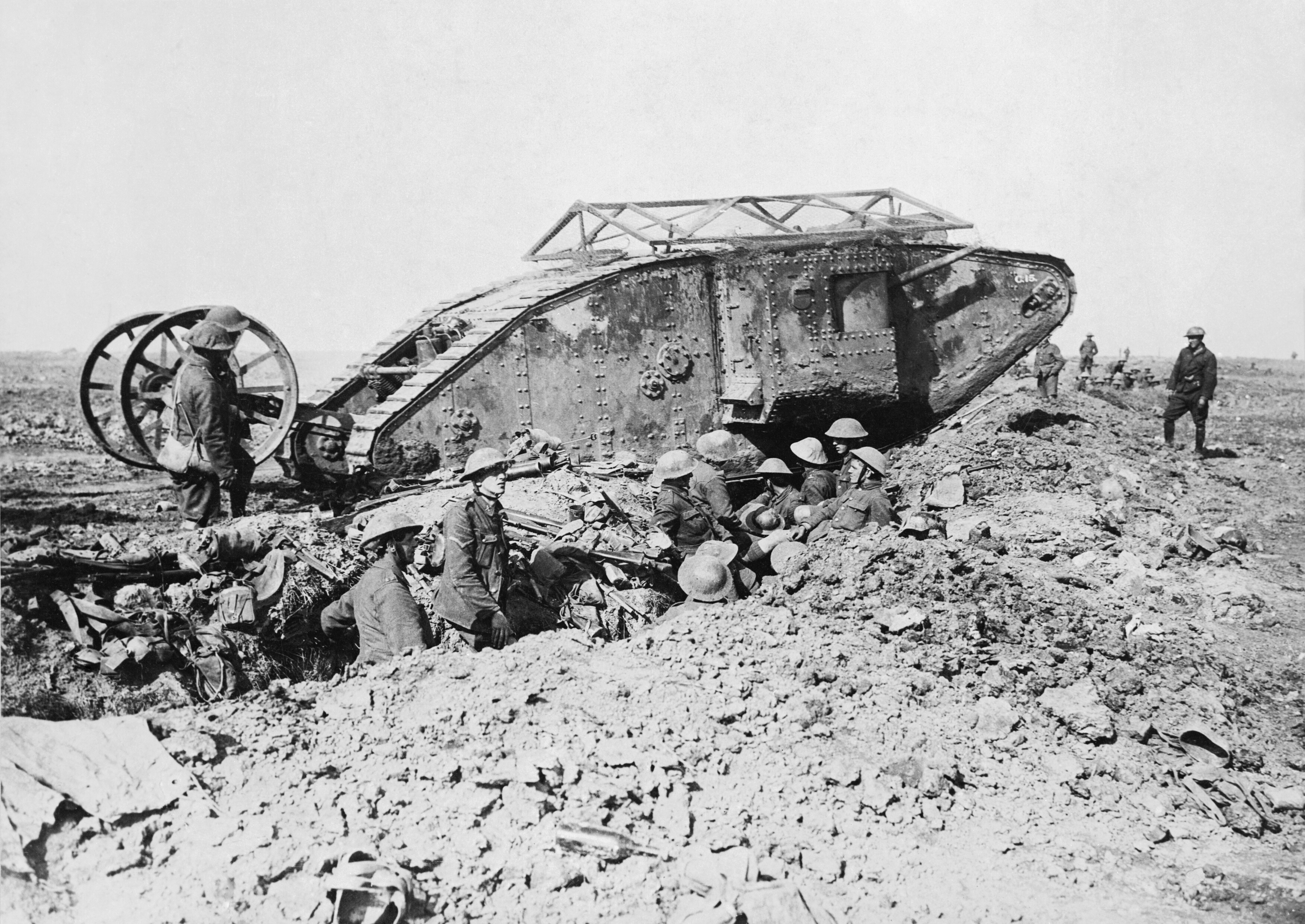
Premier char de l'armée britannique Mark I en septembre 1916 utilisé, pour la première fois, au cours de la bataille de la Somme.

Le deuxième projet français est celui du char Saint-Chamond. Il entre en production en 1916, il est produit par la Compagnie des forges et aciéries de la Marine et d'Homécourt (FAMH). Le Saint-Chamond est produit à 300 exemplaires, il est plus lourd que son prédécesseur avec un poids total en fonction des versions de 22 t (pour la version « M1 ») et 24 t (pour la version « M2 »). Il mesure 8,7 m de long, 2,7 m de large et 2,4 m en hauteur, et embarque un équipage de 9 hommes. Il est motorisé par un moteur de 90ch lui permettant d’atteindre une vitesse de 5 km/h en tout terrain et 12 km/h sur route. Il est armé d’un canon de 75 mm L12C TR en casemate pour la version M1, pour la version M2 le char sera muni du fameux canon de 75 mm Mle 1897 en casemate. Il est aussi muni de 4 mitrailleuses Hotchkiss modèle 1914, une sur chaque face du char. Il servira jusqu’en 1918.

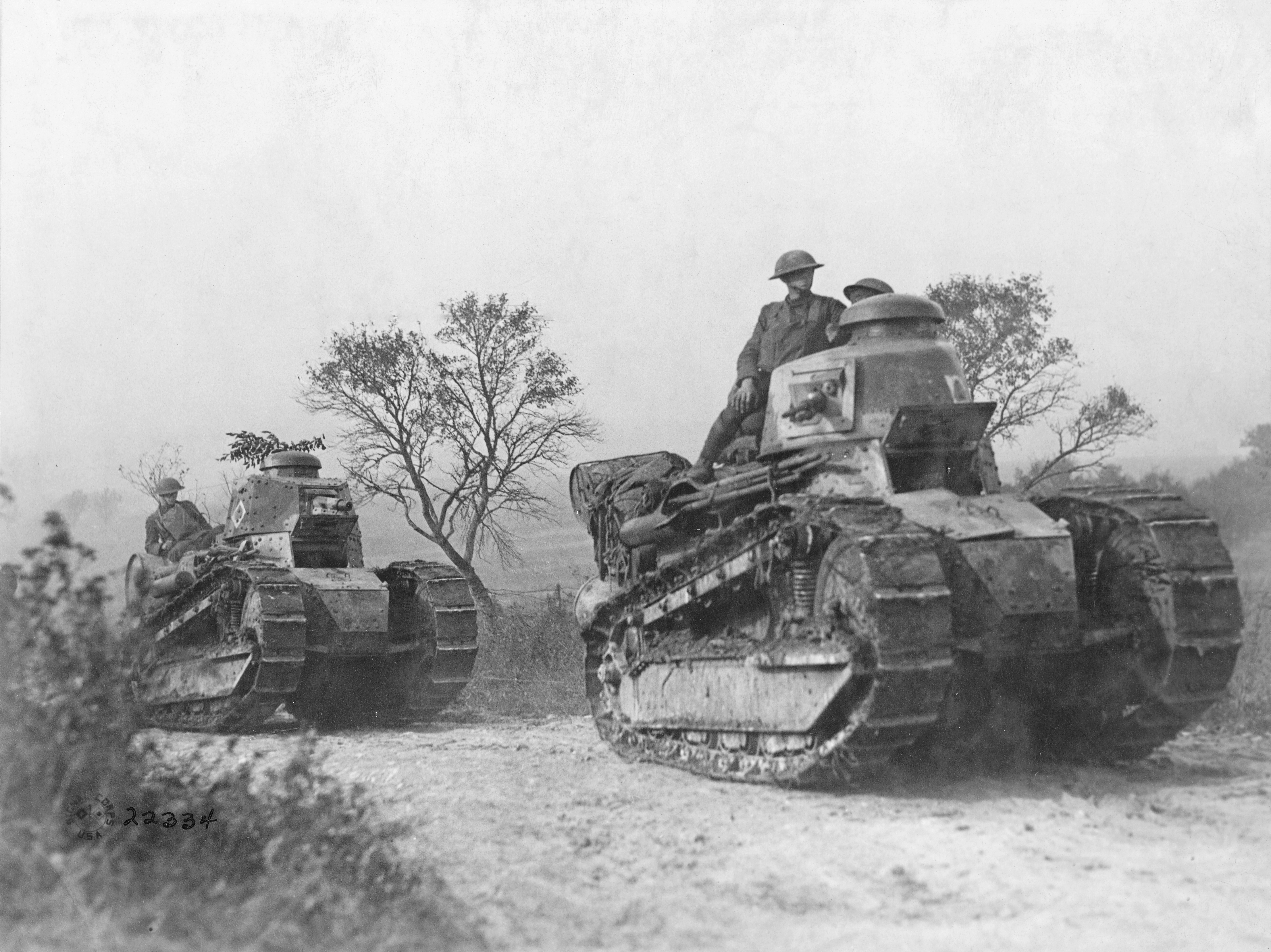
Deux chars Renault FT, le premier muni d'une mitrailleuse Hotchkiss, le second muni d'un canon de 37 mm. Ce char équipait surtout l'armée française en 1918, mais aussi l'armée américaine ayant acheté des exemplaires à la France.

L’Allemagne se munit également d’un char d’assaut. Le projet du char allemand débute en 1916. Le Sturmpanzerwagen A7V est mis en service en octobre 1917. Ce char est produit par plusieurs entreprises allemandes : Daimler-Motoren-Gesellschaft, Friedrich Krupp AG, Carl Röchling AG. Ce char est produit à 21 exemplaires, il pèse 33 tonnes, mesure 7,35 m de long, 3,06 m en largeur, 3,35 m en hauteur, et un total de 18 hommes sont nécessaires pour le faire fonctionner. Il est motorisé par un moteur de 200ch, ce qui lui permet d’atteindre une vitesse en tout terrain de 6 km/h et 16 km/h sur route. Il est armé d’un canon de 57 mm Maxim-Nordenfelt L/26.3 en casemate et de cinq mitrailleuses MG 08. Il servira jusqu’en 1918.
En France, Louis Renault conçoit le premier char léger, le FT-17, utilisé à partir de 1918 dans l’appui de l'infanterie; il sera surnommé « le char de la victoire ».

### Entre-deux-guerres

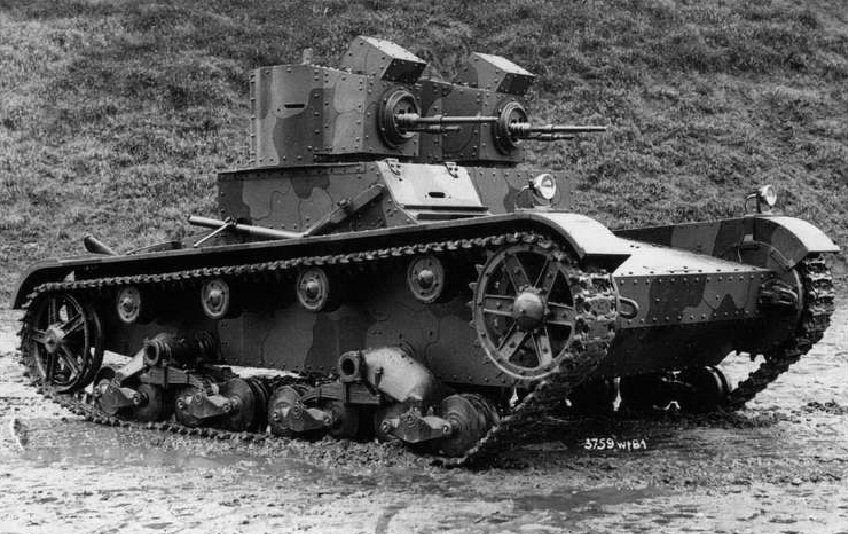
Char britannique Vickers E type A, équipé de deux tourelles identiques avec mitrailleuses en 1930.

Produit depuis 1930, le Panzer I est de toutes les batailles engagées par l'Allemagne.
À la suite du succès des chars Renault lors de la Première Guerre mondiale, plusieurs chars légers sont mis au point.

#### Guerre d'Espagne
Les chars de différentes nations se sont affrontés durant ce conflit (Allemagne, Italie, URSS), avec parfois des abordages de char[réf. souhaitée].

#### Campagne de Pologne
En 1939, pendant la campagne de Pologne, les blindés polonais sont dépassés, essentiellement par le nombre des blindés nazis, notamment grâce à l'apport des chars tchèques.

### Seconde Guerre mondiale
Après la Drôle de guerre, où chaque camp reste sur la défensive, les Nazis font usage de la Blitzkrieg, qui repose sur l'effet de surprise, lors du passage par les Ardennes des chars allemands, ce qui semblait impossible pour les stratèges français du fait des obstacles naturels. Par manque de temps, les armées alliées n'ont pas détruit certains ponts traversant la Meuse, ce qui a permis aux Allemands de franchir cet obstacle sans trop de difficulté.
Des chars d'assaut à roue comme l’Autoblinda AB40 de 1940 connaissent la Guerre du désert, les Balkans et, pour certains, le Front de l'Est.

Différents chars d'assaut
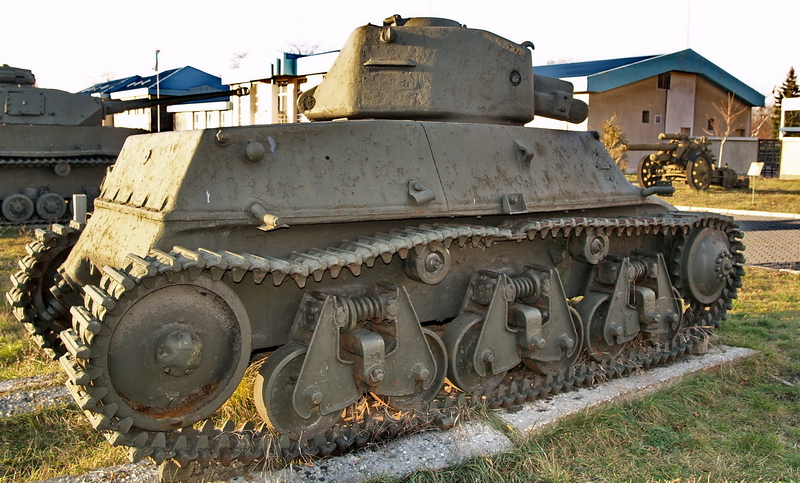
Char léger de l'armée française modèle 1935 Hotchkiss H, modifié 1939.
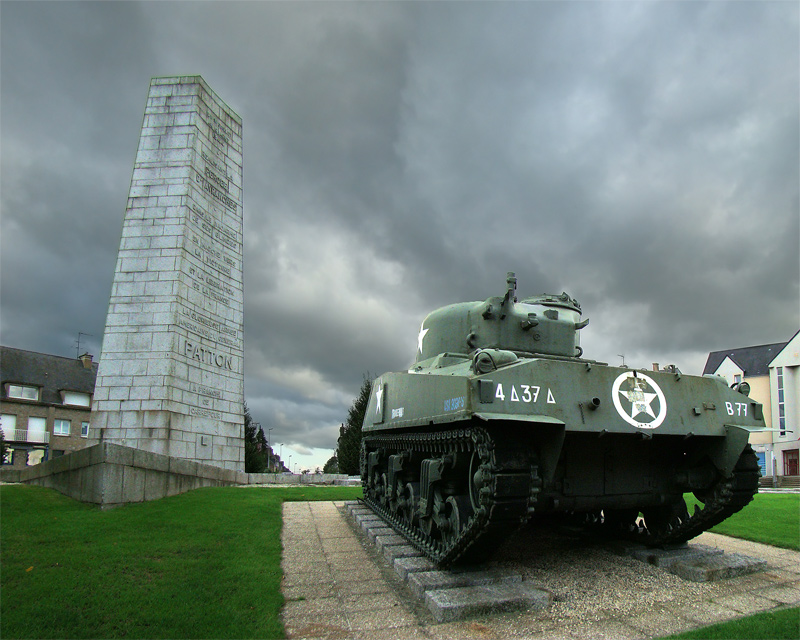
Char M4 Sherman de dos sur la place Patton à Avranches.

## Les chars d'assaut dans le monde actuel

### Parc blindé mondial
Le nombre total de chars opérationnels en 2002 serait de 106 000.
| Part du parc blindé mondial (2002) | Part du parc blindé mondial (2002) |
| ---------------------------------- | ---------------------------------- |
| 8 %                                | États-Unis                         |
| 15 %                               | autres membres de l'OTAN           |
| 13 %                               | Russie                             |
| 8 %                                | République populaire de Chine      |
| 18 %                               | reste de l'Asie                    |
| 22 %                               | Moyen-Orient et Afrique du Nord    |
| 16 %                               | reste du monde                     |

Chars de combat
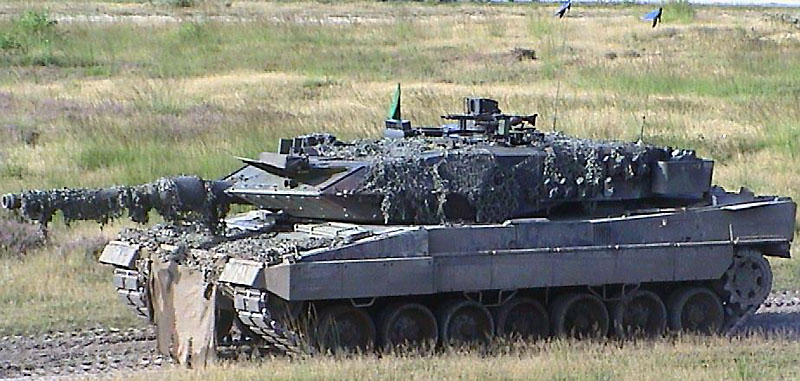
Un char de combat Char Leopard 2A5 de l'armée allemande en 2002.
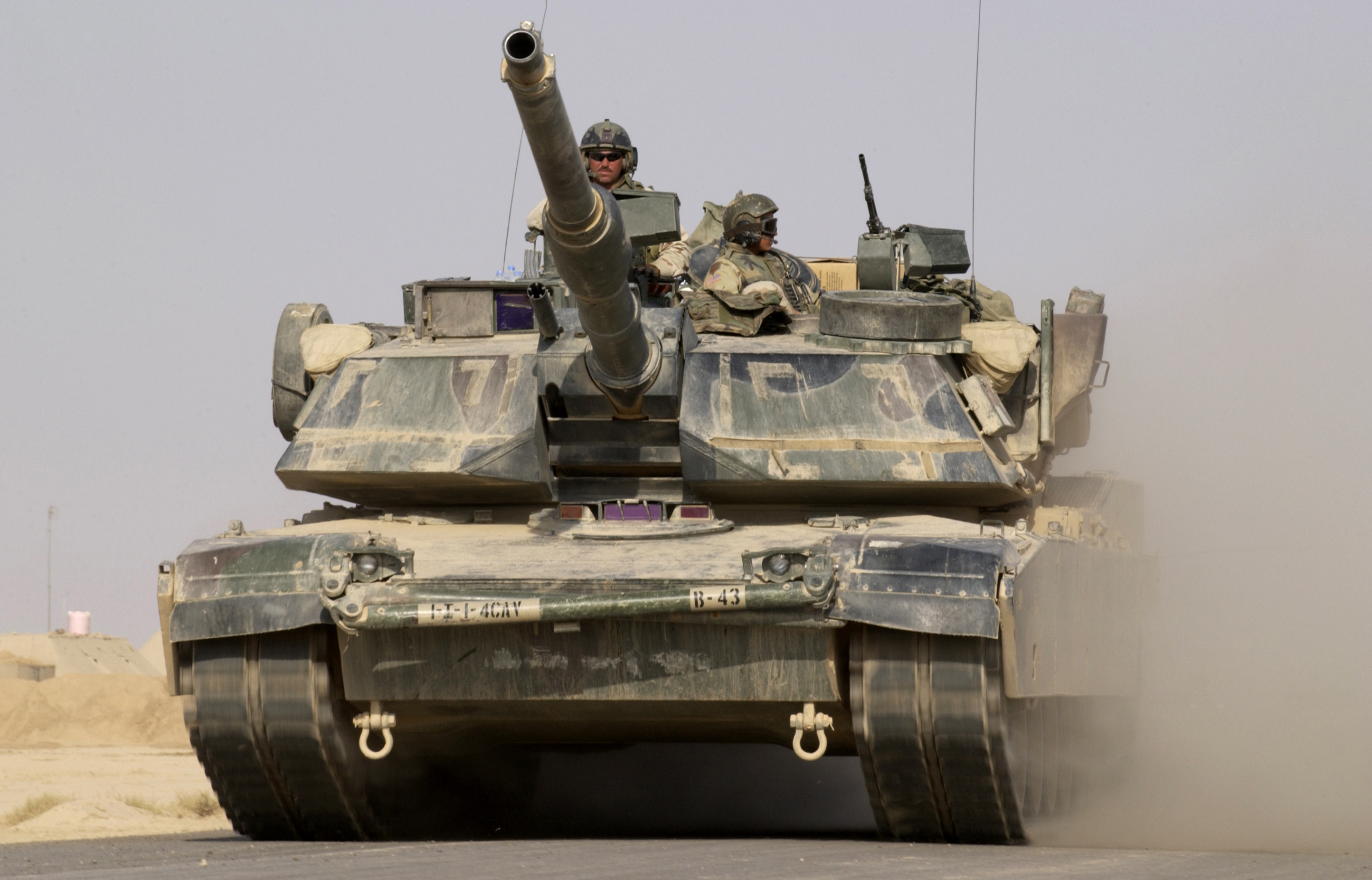
Char américain M1A1 Abrams en 2004.
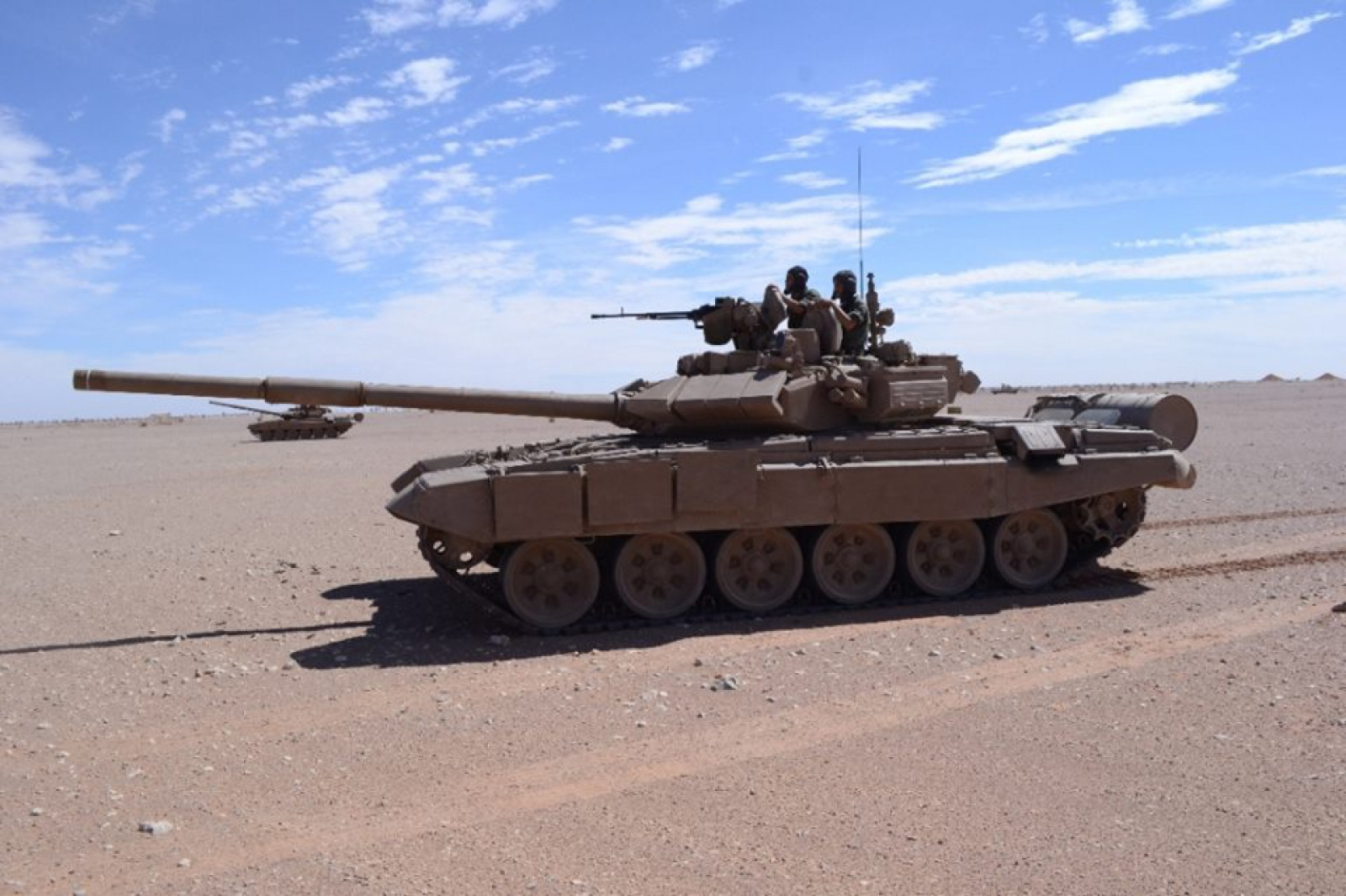
Char de fabrication russe T-90S de l'armée algérienne en 2015.
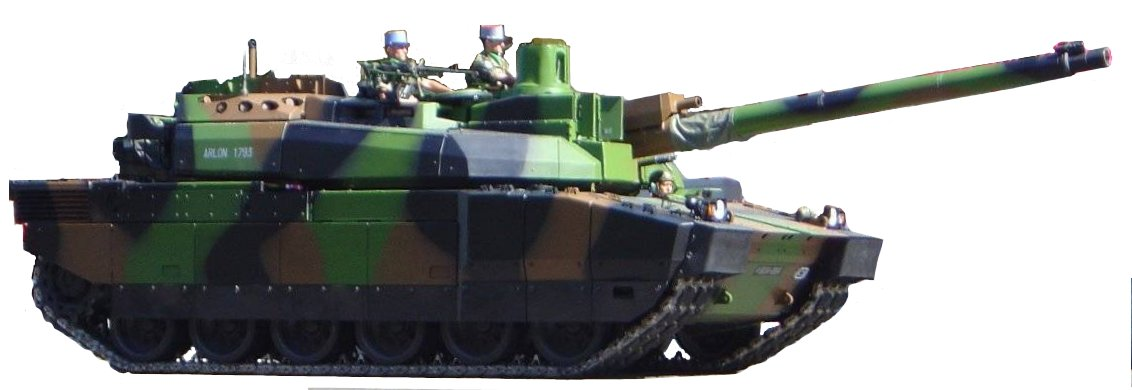
Char Leclerc de l'armée française.

### Constructeurs de véhicules militaires
Le prix d'un char de combat neuf est très variable, il dépend de sa sophistication et du nombre d'exemplaires à produire. En effet, les coûts de développement étant exorbitants, chaque constructeur cherche à exporter son modèle pour l'amortir. Dans les années 2010, peu de nations peuvent concevoir et construire un char moderne en entière autonomie, plusieurs autres en produisent sous licence ou font leurs propres modèles en s’inspirant des éléments provenant d’autres véhicules.
En France, le prix unitaire du char Leclerc, produit par Nexter (anciennement Giat Industries), a été évalué à 8,6 millions de dollars. Aux États-Unis, un char M1 Abrams, construit par General Motors et Chrysler, coûterait 5,3 millions de dollars et un T-90 russe est estimé à environ 3 millions de dollars.

## Conception
Les trois facteurs traditionnels déterminant l'efficacité d'un char sont sa puissance de feu, sa protection et sa mobilité :
- La puissance de feu est la capacité d'un char d'identifier, d'engager et de détruire un objectif.
- La protection est la capacité du char de résister à la détection, à la neutralisation ou à la destruction par le feu ennemi.
- La mobilité inclut la mobilité tactique, sur tous les terrains du champ de bataille, mais aussi la mobilité stratégique, à savoir la capacité à être transporté (par route, train, mer ou même avion) sur le champ de bataille.

La conception d'un char est donc traditionnellement issue d'un compromis entre ces trois facteurs. Par exemple, en renforçant le blindage, on augmente la protection mais aussi le poids et on diminue donc la manœuvrabilité. Une puissance de feu supérieure, obtenue en utilisant un canon de plus gros calibre, diminue la manœuvrabilité et la protection.
L'effet psychologique sur les soldats (effet négatif pour les ennemis, positif pour les alliés) de la présence imposante d'un char sur un champ de bataille est également un facteur important.

## Puissance de feu

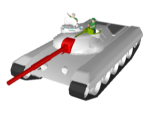
Le canon est l'arme principale du char.

Sur le champ de bataille, l'équipage du char doit être capable d'identifier, d'engager et de détruire rapidement de nombreux types de cibles tout en gardant une mobilité optimale. Dans ce but, il est équipé d'outils de détection et de contrôle du tir très sophistiqués. Il dispose d'un canon principal capable de tirer des munitions explosives ou perforantes, il s'agit en général d'obus, et de mitrailleuse(s) contre l'infanterie, les véhicules légers ou les hélicoptères.
L'arme principale de tout char de combat est un canon de gros calibre. Ces calibres ont beaucoup évolué depuis la Seconde Guerre mondiale. Le calibre couramment utilisé est le 120 mm pour les chars occidentaux et le 125 mm pour les chars russes et chinois. Les chars sont capables de tirer une grande variété de munitions, mais celles couramment utilisées sont les munitions à énergie cinétique et les munitions à explosif brisant. Aujourd'hui seuls les chars britanniques et indiens utilisent des canons rayés, les canons lisses étant le type dominant.
Les canons des chars modernes sont généralement équipés d'un manteau thermique afin de réduire la différence de température sur le tube principal. Lorsqu'il pleut ou vente, la partie exposée au vent et à la pluie refroidit plus vite que le reste du canon. Cette différence de température, et donc de dilatation du métal du fût, va déformer légèrement le canon et avoir une influence sur la précision du tir à longue distance.
En général, les chars portent également d'autres armements qui leur assurent une protection contre l'infanterie à courte distance, face à laquelle l'utilisation du canon principal est inefficace. Typiquement, il s'agit d'une mitrailleuse (7,62 à 12,7 mm), montée sur le même axe que le canon principal. Sur certains chars de combat français comme l'AMX-30 et l'ex-AMX-40 des canons de 20 mm sont montés à côté de l'armement principal pour pouvoir détruire des véhicules légèrement blindés. De plus, sur leur toit ou à la disposition du chef de char, de nombreux chars disposent d'une mitrailleuse pour tirer sur des cibles très mobiles, aériennes ou au sol. Les mitrailleuses de calibres 12,7 et 14,5 mm couramment montées sur les chars américains ou russes et sur le char Leclerc sont également capables de détruire, à courte distance, des véhicules légèrement blindés.
Quelques chars ont été adaptés à des rôles plus spécifiques comme les lance-flammes ou la détection de toxiques de guerre, voire la défense antiaérienne à tir rapide. Ces armes spécialisées sont souvent montées sur des châssis de blindés transporteurs de troupes.

### Conduite de tir

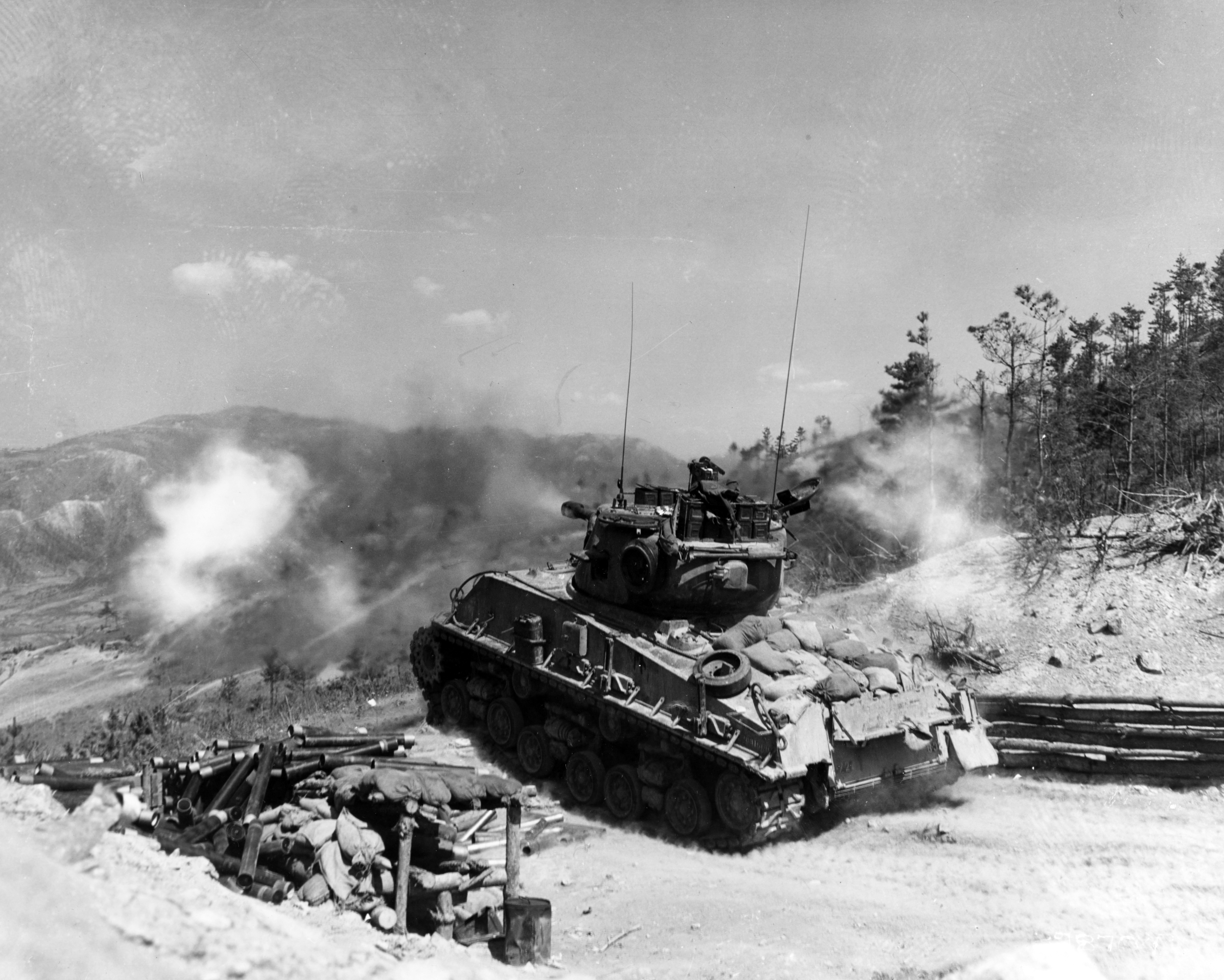
Un char moyen Sherman M4 américain tirant à partir d'une position préparée durant la guerre de Corée.

Historiquement, la visée pour les tirs des premiers chars était effectuée avec des viseurs optiques simples, avec une estimation de la vitesse et de la direction du vent effectuée par le tireur, ou à l'aide d'outils simples. La distance à la cible était estimée à l'aide du viseur (des tirets alignés dans le viseur encadrant la cible de taille connue). En conséquence, la précision était limitée pour les tirs à longue portée, et assurer un coup au but en tirant en mouvement relevait quasiment de l'impossible. Ce temps a pris fin avec l'apparition des télémètres stéréoscopiques, et plus tard, des télémètres laser.
Dans les armées des pays industrialisés, la plupart des chars de combat modernes utilisent des télémètres laser, mais les télémètres optiques et à réticule sont toujours en service dans des véhicules plus anciens et moins sophistiqués. Les chars modernes ont une panoplie de systèmes pour rendre leurs tirs plus précis. Des gyroscopes sont utilisés pour stabiliser l'arme principale ; les ordinateurs calculent l'altitude et le point de visée appropriés ; des sondes mesurent la vitesse du vent, la température de l'air, l'humidité, la température du canon, sa déformation, la vitesse de la cible (calculée en prenant au moins deux mesures successives avec le télémètre) et le mouvement du char. L'infrarouge, l'amplification de lumière, ou les équipements thermiques de vision de nuit équipent généralement les engins modernes. Des indicateurs de cible laser peuvent également être employés afin d'illuminer des cibles pour les munitions guidées. En conséquence, les chars modernes peuvent faire feu avec une précision raisonnable tout en se déplaçant.

### Munitions

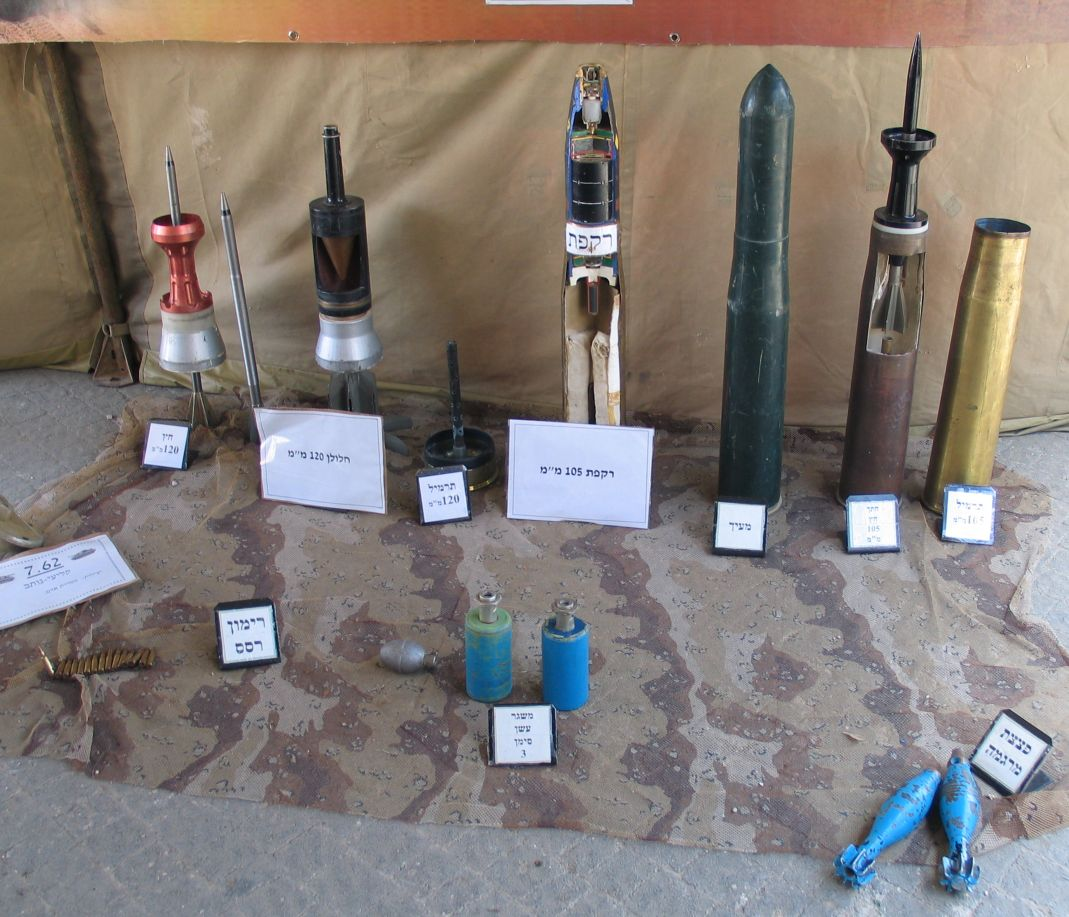
Munitions de calibre 105 et 120 mm.

Il existe plusieurs types de munitions conçues pour percer un blindage, comme les obus à tête d'écrasement (HESH : High explosive squash head, également appelées HEP : high explosive plastic), les obus explosifs à charge creuse (HEAT : High explosive anti-tank) et les obus perforants sous-calibrés à sabot détachable (APDS : Armour-Piercing Discarding Sabot). Pour augmenter la précision des tirs, ces obus sont mis en rotation par des rainures creusées dans l'âme du canon, ou par des ailerons stabilisateurs.
Quelques chars, y compris les M551 Sheridan, T-72, T-64, T-80, T-84, T-90 et PT-91, peuvent tirer des missiles guidés antichars depuis leur armement principal. Cette fonctionnalité peut grandement accroître leurs possibilités de combat au delà de la portée utile de combat habituelle des obus conventionnels. Cela fournit également au char une arme utile contre les cibles aériennes lentes évoluant à basse altitude comme des hélicoptères. Les États-Unis ont abandonné ce concept, retirant le M551 et le M60A2 de leurs forces, en faveur des hélicoptères et de l'avion pour les rôles antichar, mais les pays de la Communauté des États indépendants continuent à utiliser des systèmes de canon/missile dans leurs chars de combat.

## Protection

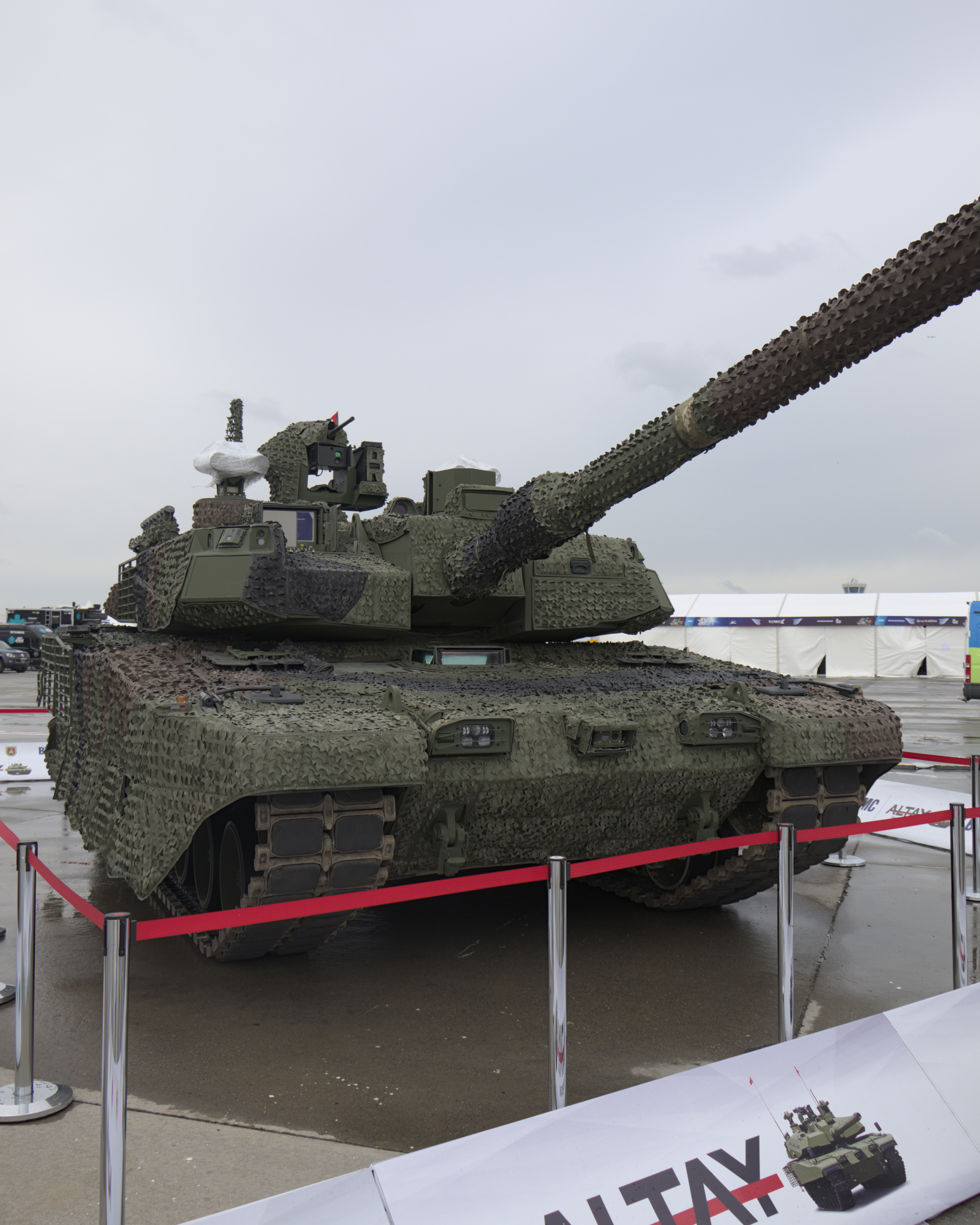
Char Altay, avec une protection et blindage de bore.

La protection d'un char est la combinaison de sa capacité à prévenir la détection pour éviter d'être frappé par le feu ennemi, et de la capacité de son blindage à résister aux effets du feu ennemi et à les encaisser afin de protéger l'équipage et d'accomplir la mission.

### Éviter la détection
Dans les secteurs boisés, des chars immobiles peuvent être bien camouflés, rendant la détection et l'attaque aérienne difficiles. En revanche, dans une aire ouverte, il est très difficile de cacher un char. Dans les deux cas, un char en mouvement peut être beaucoup plus facilement détecté, grâce à la chaleur et au bruit dégagés par son moteur. Les traces des chenilles des chars peuvent être repérées depuis un aéronef, et dans le désert, leurs mouvements peuvent créer des nuages de poussière très importants, eux aussi facilement repérables par l'ennemi.
La puissance élevée des moteurs de chars modernes (typiquement au-dessus de 750 kW, soit 1 000 ch) fait qu'ils produisent une signature thermique distincte. La masse exceptionnellement compacte du métal de la coque du tank concentre la chaleur d'une façon très contrastée par rapport aux autres objets dans la campagne. Il est ainsi relativement facile de repérer un char en mouvement par de bons outils de balayage infrarouges terrestres ou aériens. Une des raisons du combat de nuit pendant la guerre du Golfe était que les chars comme le M1 Abrams voient presque quatre fois mieux les infrarouges que les T-72 employés par l'armée irakienne. Un autre facteur dans la guerre du Golfe était que, de nuit, même camouflés et ne se déplaçant pas, les tanks irakiens se refroidissaient moins vite que leur environnement, facilitant la détection thermique.
Un char immobile, mais récemment arrêté après une période d'activité, conserve une signature thermique considérable. Ainsi, même si le char lui-même est caché (par exemple derrière une colline), il est encore possible qu'un opérateur habile le détecte par la colonne d'air chaud qu'il génère au-dessus de lui. Ce risque peut être légèrement réduit par l'utilisation de couvertures thermiques qui diminuent le rayonnement de la chaleur pendant que le moteur se refroidit doucement. Certains filets de camouflage sont composés d'un mélange de matériaux disposant de propriétés thermiques différentes.
Les chars sont propulsés par des moteurs diesel ou des turbines d'une puissance comparable à une locomotive diesel. Donc, de l'extérieur, un char diesel dégage la même odeur et fait le même bruit qu'une locomotive diesel. Le grondement profond peut être entendu à grande distance par temps calme, et l'odeur du diesel, forte, peut être emportée très loin par le vent. Quand un char immobile garde son moteur allumé, le sol tremble autour de lui, mais quand il se déplace, les vibrations sont encore plus grandes. Les signatures acoustiques et sismiques des moteurs polycarburants sont comparables. La signature acoustique d'un moteur à turbine est beaucoup plus grande : son gémissement aigu peut beaucoup plus facilement être distingué d'autres bruits de fond, quelle que soit sa distance.

### Blindage
Le char de combat est le véhicule le mieux blindé dans les armées modernes. Son blindage est conçu pour protéger le véhicule et son équipage d'une grande variété de menaces. Généralement, la protection contre les pénétrateurs à énergie cinétique (balles, missiles, obus…) tirés par les autres chars est considérée comme la plus importante. Les chars sont également vulnérables aux missiles guidés antichars, aux mines antichars, aux grosses bombes, et aux tirs d'artillerie, qui peuvent les neutraliser ou même les détruire. Les chars sont particulièrement vulnérables aux menaces aériennes.

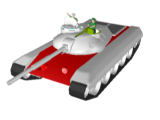
Le châssis (en rouge) est appelé également "caisse".

Le poids dû à la quantité de blindage nécessaire pour le protéger contre toutes les menaces imaginables sous tous les angles serait trop grand pour être réaliste ; concevoir un char est donc toujours affaire de compromis entre le blindage et le poids. Dans ce domaine, on finance et on suit de très près la recherche sur les nouveaux alliages et matériaux.
La plupart des véhicules de combat blindés sont faits de plaques d'acier, dans certains cas d'aluminium, durcies, en anglais : hardened steel plate. L'efficacité relative du blindage est exprimée par comparaison à une tôle de blindage homogène obtenue par laminage.
La plupart des véhicules blindés sont mieux protégés à l'avant, et l'équipage essaie toujours de maintenir l'engin dirigé vers la direction la plus probable de l'ennemi. Le blindage le plus épais et le plus incliné est sur le glacis, à l'avant de la tourelle. Les côtés sont moins blindés, et l'arrière, le ventre et le toit sont les moins protégés.
Avant la Seconde Guerre mondiale, plusieurs concepteurs de chars ont essayé d'incliner les plaques de blindage sur les chars expérimentaux. Lorsque celles-ci sont inclinées, l'efficacité du blindage augmente considérablement, en augmentant leur épaisseur perpendiculaire aux trajectoires des projectiles, et en accroissant la chance que ces projectiles ricochent. Le premier char d'assaut à blindage incliné produit à grande échelle qui put y parvenir de façon satisfaisante fut le fameux char moyen T-34. Son blindage frontal de 45 mm est incliné à 60° par rapport à la verticale (ou 30° par rapport à l'horizontale). Cette incidence double l'épaisseur effective du blindage qui passe de 45 mm à 90 mm. L'inclinaison réduit le volume interne et permet d'économiser de l'acier, ce qui permet de produire plus de chars et d'alléger leur poids pour qu'ils gagnent en mobilité. Les équipages allemands étaient horrifiés en constatant parfois que les projectiles tirés horizontalement sur les T-34 ricochaient.[source?]
Pendant la Seconde Guerre mondiale, les roquettes tirées depuis les avions ont gagné une réputation d'arme anti-char redoutable, particulièrement après le débarquement de Normandie (voir l'Opération Neptune) ; les analystes d'après-guerre rapportent que de nombreuses cibles ont été manquées, mais de peu. Les obus anti-blindage perforants tirés à partir d'avions, comme ceux du Hurribomber (40 mm) ou Stuka (37 mm), pouvaient aussi être efficaces. Un simple cocktail Molotov sur le capot du moteur pouvait également neutraliser la plupart des chars.
Aujourd'hui, les chars sont particulièrement vulnérables aux missiles « à attaque par le dessus » et aux attaques aériennes, ainsi qu'aux mines spécialisées. Même les armes antichars légères d'infanterie (telles que les lance-roquettes) peuvent immobiliser un char en endommageant sa suspension ou ses chenilles. Beaucoup de véhicules militaires ont donc des jupes latérales pour protéger la suspension.
Les munitions à charge creuse, mises en œuvre la première fois dans des armes comme le bazooka, étaient une nouvelle menace durant la Seconde Guerre mondiale. Ces armes portent une ogive avec une charge explosive, qui focalise la force de l'explosion sur un flux étroit et pénétrant. Les blindages constitués de minces plaques espacées ou de mailles en acier, les jupes en caoutchouc, ainsi que les tuiles de blindage réactives (provoquant une explosion à la surface du char) se sont avérés aptes à réduire considérablement la puissance pénétrante des charges creuses en dispersant leurs jet de gaz. Les tuiles de blindage réactives, ou blindage actif, sont un concept développé par l'armée israélienne depuis près de deux décennies, consistant en un ensemble de caissons de la taille d'une boîte à chaussures contenant des charges explosives neutralisant l'effet d'un projectile ennemi en explosant à son contact.
Les obus à tête d'écrasement (HESH ou HEP) utilisent des explosifs souples, qui se collent au blindage du véhicule ennemi et créent des éclats dangereux à l'intérieur même du char quand la charge éclate. Celles-ci peuvent tuer l'équipage sans pénétrer ni endommager le blindage, neutralisant de cette façon le tank. En guise de défense, certains véhicules ont une couche anti-éclats (en anglais : anti-spall) fixée à l'intérieur.
Depuis la fin des années 1970, les chars de combat occidentaux sont équipés d'un blindage Chobham de conception britannique offrant à la fois une protection contre les projectiles à charges creuses et les obus-flèches.
Les premières applications industrielles de la nanotechnologie dans le domaine du blindage font que des nanotubes de carbone composites à matrice métallique sont utilisés, entre autres, par le char japonais Type 10 fabriqué depuis 2010.
Le char Merkava israélien pousse l'idée des systèmes de haute protection à l'extrême, en utilisant le moteur et ses réservoirs de carburant en tant que protection secondaire.
Quand le blindage est détruit, la capacité de l'équipage à s'échapper de l'engin devient primordiale[incompréhensible], une basique question de survie. La trappe d'évasion, par exemple, au fond de la coque comme dans le T-34 ou sur le côté, comme dans le Churchill, constituent des faiblesses potentielles mais nécessaires dans un blindage.

### Défense passive
La plupart des véhicules blindés ont des lance-grenades fumigènes qui peuvent rapidement déployer un écran de fumée afin de se dissimuler et d'effectuer une retraite lorsqu'ils sont victimes d'une embuscade ou d'une attaque directe et que la situation l'exige. L'écran de fumée est très rarement utilisé offensivement, cela aveuglerait l'attaquant lui-même et donnerait à l'ennemi une première indication de l'origine de l'attaque. Les grenades fumigènes modernes permettent d'occulter les systèmes optiques fonctionnant dans le spectre infrarouge aussi bien que dans le spectre visible de la lumière.
Certaines grenades fumigènes sont conçues pour créer un nuage très dense capable de bloquer les lasers des indicateurs de cible ennemis et réduire également la visibilité, ce qui diminue la précision des tirs ennemis, particulièrement en ce qui concerne les armes à faible vitesse, telles que les missiles antichar, car ceux-ci exigent un maintien du char visé en visuel pour l'opérateur pendant une période relativement longue. Sur beaucoup de chars, comme le char français Leclerc, les lance-grenades fumigènes sont également conçus pour lancer des grenades lacrymogènes et des grenades antipersonnel à fragmentation. Beaucoup de chars israéliens ont des petits mortiers qui peuvent être actionnés de l'intérieur du char, augmentant le potentiel antipersonnel et permettant d'attaquer des objectifs situés derrière des obstacles. Il y a eu des tentatives pour équiper des chars avec des lanceurs de grenades bi-fonction fumée/fragmentation pouvant être rechargés de l'intérieur.
Avant l'arrivée de systèmes d'imagerie thermique, la grenade fumigène basique des véhicules de combat était une grenade à phosphore blanc qui créait un écran de fumée très rapidement avec un effet incendiaire très utile contre l'infanterie.
Certains chars disposent également de générateurs fixes de fumée qui peuvent produire de la fumée en continu. Généralement, ces générateurs de fumée fonctionnent en injectant du fioul dans l'échappement où il ne brûle que partiellement, créant un écran de fumée dense.
Les chars modernes sont équipés de plus en plus de systèmes défensifs passifs comme des dispositifs de détection de faisceau laser, qui activent une alarme si le char « est balayé » par un télémètre ou un indicateur laser.
D'autres défenses passives incluent les dispositifs de détection d'ondes, qui avertissent si le char est visé par les systèmes radar qui sont utilisés généralement pour guider les armes antichars telles que les radars à longueur d'onde très courte, comme les radars millimétriques.

### Contre-mesures
Les contre-mesures passives, comme le système russe Shtora, essayent de brouiller les systèmes de guidages des missiles.
Le blindage réactif explosif (explosive reactive armour ou ERA) est un autre principal type de protection contre les armes antichars à fort potentiel explosif. Les différentes parties du blindage explosent pour absorber la force explosive globale en un point contrôlé du blindage global du char. Un blindage réactif est attaché à l'extérieur du char à l'aide de tuiles remplaçables.
Les systèmes de protection actifs (active protection system ou APS) vont encore plus loin que les blindages réactifs. Un APS utilise un radar (ou autres technologies de détection) pour réagir dynamiquement aux projectiles hostiles : quand le système en détecte un, il décide des mesures à prendre, comme le lancement d'un contre-projectile explosif pour arrêter ou perturber la course du projectile à quelques mètres du char seulement.

### Exposition de l'équipage
Lorsque le char se déplace, le commandant de char et le conducteur à l'avant, s'ils sortent la tête par leur écoutille, sont relativement exposés aux tirs ennemis. Cela dit, cette disposition reste la plus sûre pour le char en terrain peu hostile car elle donne à l'équipage la meilleure visibilité sur le terrain afin de juger de la dangerosité du milieu. Lorsque le char engage un combat avec des forces susceptibles de le mettre en péril, les écoutilles sont verrouillées et l'équipage se sert des équipements optiques.

## Mobilité

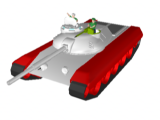
Les chenilles du char lui permettent de se mouvoir avec aisance sur terrains accidentés.

### Les caractéristiques de la mobilité
Il y a trois aspects essentiels à considérer concernant la mobilité d'un char d'assaut :
- les capacités basiques de déplacement du char comme sa vitesse à travers les terrains accidentés,
- la capacité à franchir des obstacles (pentes, etc.),
- la mobilité globale du char sur un champ de bataille ; citons par exemple :
  - quels ponts peut-il traverser ? (en tenant compte de sa masse)
  - quels véhicules de transport peuvent les déplacer ?
  - quelle est sa rotation ?

La mobilité est ce que les concepteurs de chars appellent l'agilité. La mobilité d'un char est classée par catégorie :
- la mobilité sur champ de bataille, fonction des capacités de son moteur, de sa transmission, et autres éléments techniques ; elle est déterminée par des indicateurs tels que l'accélération, la vitesse, le franchissement d'obstacles verticaux ;
- la mobilité tactique, correspondant à la possibilité de déplacer plus ou moins facilement le char vers un théâtre d'opération ;
- la mobilité stratégique, correspondant à la capacité du char à être transporté d'un théâtre d'opération à l'autre, fonction de sa masse, de la facilité de transport par voie aérienne, etc.

### Les types de terrain
Un char d'assaut est conçu pour être très mobile et aborder la plupart des types de terrain. Ses larges chenilles répartissent le poids de l'engin sur une grande surface, ayant pour résultat une pression au sol qui est parfois inférieure à celle d'un pied humain.
Les types de terrain qui posent problème sont habituellement la terre extrêmement molle, comme dans les marais, ou les terrains comportant de grands rochers. Dans les terrains « normaux », un char est conçu pour se déplacer entre 30 et 50 km/h. Sa vitesse sur route peut aller jusqu'aux alentours de 70 km/h.

### Performances sur route
Sur le papier, ainsi que pendant n'importe quel essai de quelques heures, n'importe quel char offre des performances en tout-terrain bien supérieures à tous les engins sans chenilles qui existent.
Mais sur route, les chars sont lents et la vitesse de pointe affichée sur les tableaux de performances ne peut absolument pas être envisagée comme une vitesse de croisière, mais plutôt comme une vitesse maximale de déplacement en combat.

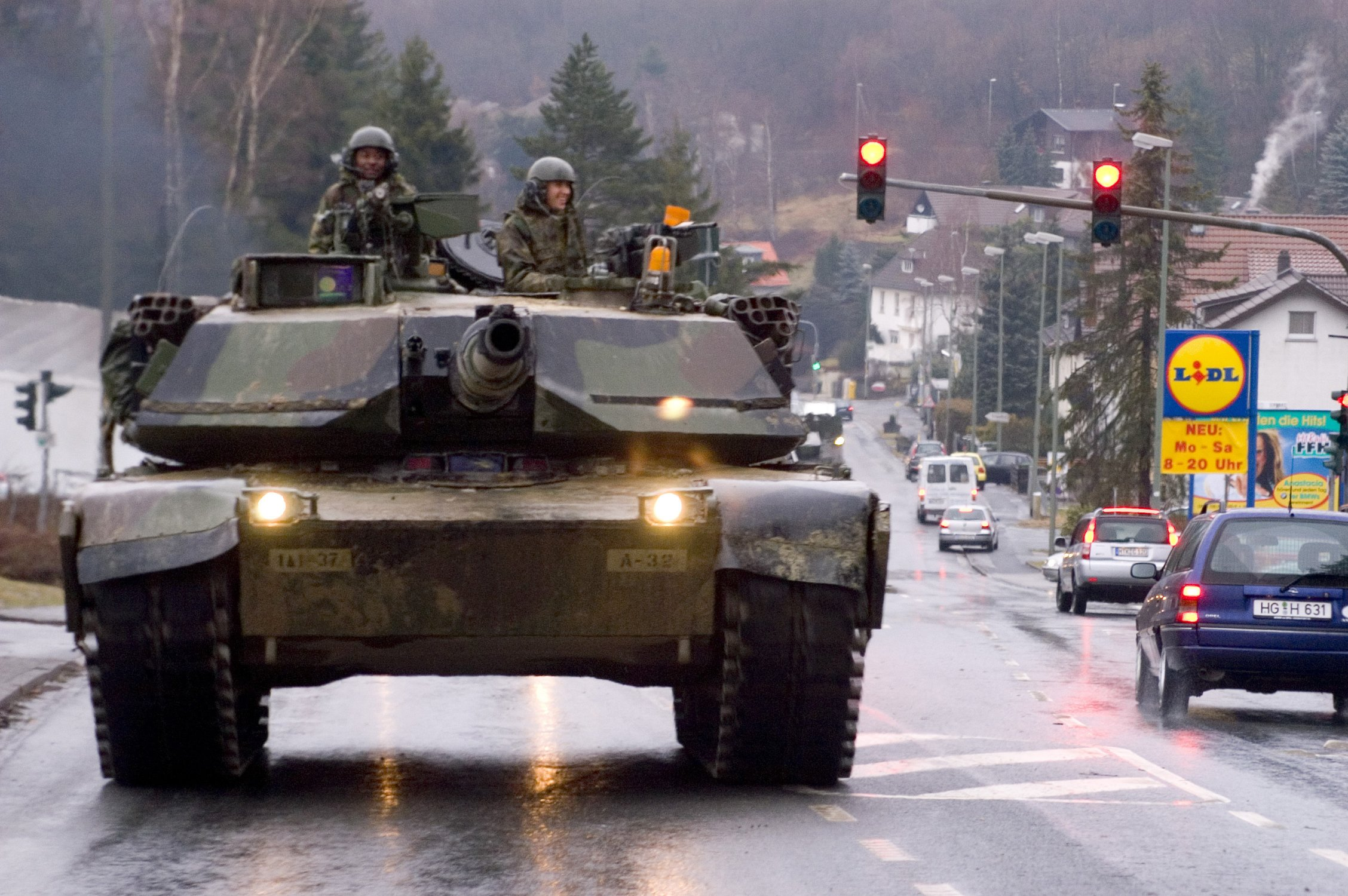
Char M1 américain à Francfort en Allemagne.

En effet, avec ses chenilles et sa masse élevée, un char circulant à vitesse élevée détruirait la fragile route qu'il emprunte, celle-ci n'étant pas conçue pour cela. Par ailleurs, le risque de casse du moteur serait bien trop grand si cette vitesse était maintenue pendant une journée (par exemple, pour se rendre rapidement sur un champ de bataille). Il en est de même pour la vitesse tout-terrain, à l'exception possible des plaines et des déserts de sable.
De plus, un char sur chenilles effectuant un virage produit un gros effort de torsion sur le terrain et, en cas de virage trop sec, le sol est arraché. On observe ce même problème sur les engins de chantiers excavateurs montés sur chenille, d'autant plus qu'ils sont souvent amenés à effectuer des rotations sur place. Une des solutions mise en place est l'emploi de chenilles en caoutchouc qui amortissent l'effort de torsion. Cette solution est également utilisée sur les chars pour effectuer des manœuvres, comme le défilé du 14 juillet à Paris.

### Mobilité en combat

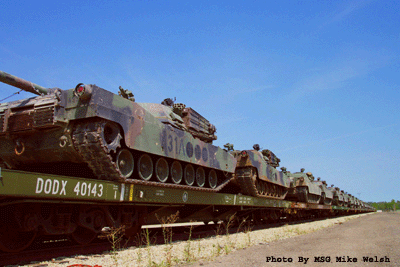
Transport ferroviaire de chars de la garde nationale des États-Unis.

Puisqu'un char immobilisé est une cible facile pour les mortiers, l'artillerie, et les unités spécialisées dans la lutte antichar, la vitesse est normalement gardée à un minimum, et tous les moyens sont utilisés pour déplacer des chars sur d'autres transporteurs (camions, trains, etc.). Les chars finissent immanquablement sur des trains dans tous les pays disposant d'une infrastructure ferroviaire suffisante, car ce moyen reste le meilleur pour un déplacement de telles masses sur une grande distance. Bien planifier le chargement et le déchargement des trains est un travail crucial, et les ponts ferroviaires et routiers sont les cibles principales des forces ennemies souhaitant ralentir une avancée de chars. Pour des manœuvres plus ponctuelles, des camions porte-chars sont utilisés.
Quand ils se déplacent dans un pays ou une région sans infrastructures ferroviaires et avec peu de bonnes routes, la vitesse journalière moyenne de progression d'une unité de chars est comparable à celle d'un homme à cheval ou à bicyclette. Des haltes fréquentes doivent être prévues pour les entretiens préventifs et vérifications afin d'éviter des pannes pendant le combat.
Une autre facette de la mobilité est de faire arriver le char sur le théâtre des opérations. Les chars, particulièrement les chars de bataille, sont extrêmement lourds, ce qui les rend très difficile, voire impossible, à transporter par avion. L'utilisation du transport maritime et terrestre se fait au prix de la vitesse, ce qui fait que le char lourd n'est pas un moyen souvent utilisé par les forces rapides d'intervention.
Certains engins blindés utilisent des roues au lieu des chenilles afin d'augmenter la vitesse sur route et diminuer les efforts d'entretien. Ces véhicules souffrent bien sûr d'un manque de mobilité sur les terrains accidentés, mais sont considérés par les stratèges comme étant plus adaptés aux forces d'interventions rapides grâce à leur coût réduit et à leur mobilité stratégique accrue.

### Mobilité dans l'eau

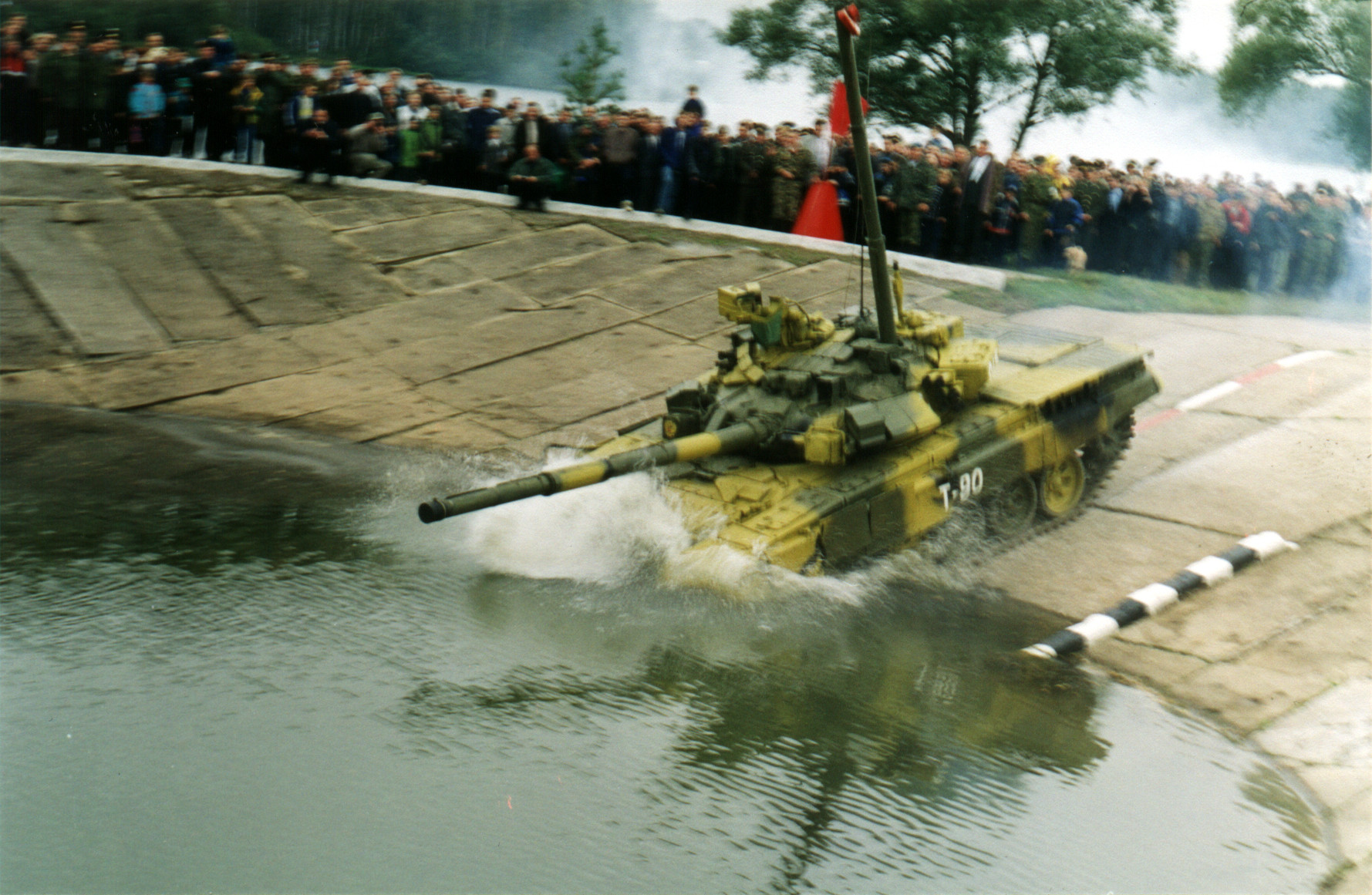
Le char russe T-90 en démonstration avec un schnorchel.

Pour la plupart des chars, le passage dans un cours d'eau se limite à traverser un gué. La profondeur traversable d'un gué est limitée à la hauteur au-dessus du sol de l'entrée d'air du moteur et, à un moindre degré, à la position du conducteur. La profondeur traversable d'un gué typique pour un char est de 90 à 120 centimètres.

#### Passages profonds
Cependant, avec une préparation appropriée, quelques chars peuvent traverser un cours d'eau considérablement plus profond. Certains chars, comme les Léopard I et Léopard II ouest-allemand ou le T-90 russe peuvent traverser un gué à une profondeur de plusieurs mètres, une fois équipés d'une prise d'air adéquate appelée schnorchel. Cette prise d'air est en fait constituée d'une série d'anneaux qui peuvent être empilés pour créer un long tube. Ce tube est alors adapté à la trappe du commandant et sert à fournir l'air et une sortie de secours possible pour l'équipage. La taille du tube est limitée à environ trois mètres.

#### Chars amphibies

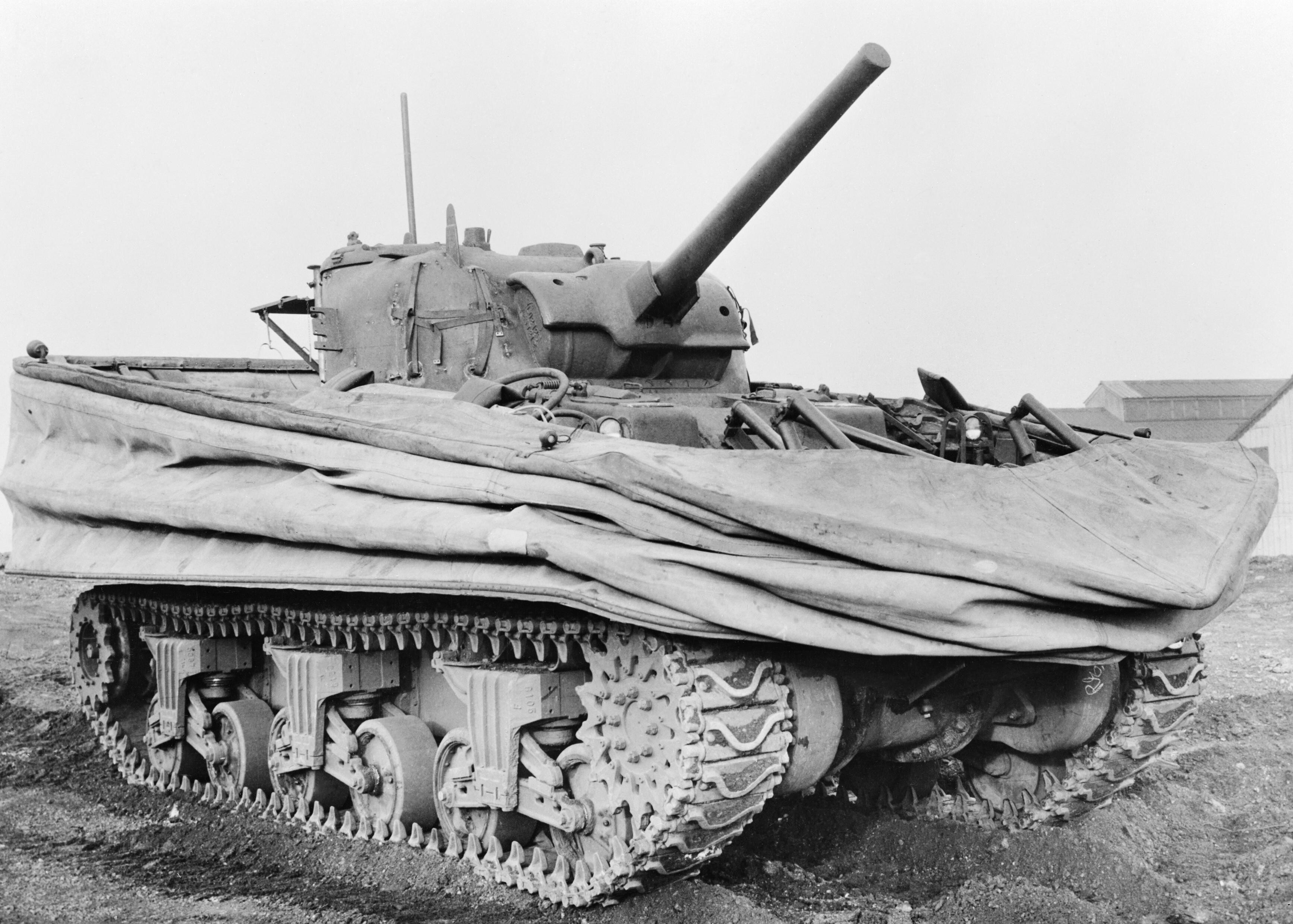
Sherman DD (Duplex Drive, surnommé Donald Duck), un char amphibie avec sa jupe de flottaison escamotable, en 1944. Une fois érigée, cette dernière lui permettait de se mouvoir dans l'eau.

Certains chars légers tels que le PT-76 sont amphibies. Ils sont propulsés dans l'eau généralement par des hydrojets ou par leurs chenilles. Souvent, une tôle orientée vers le bas, la palette, est mise en place pour détourner l'eau qui passerait au-dessus du char, réduisant de ce fait le risque pour le véhicule d'être inondé par la trappe du conducteur.
Durant la Seconde Guerre mondiale, le char moyen Sherman M4 a été rendu amphibie avec l'ajout d'une toile caoutchoutée pour obtenir de la flottabilité. Il progressait grâce à des propulseurs entraînés par le moteur principal. Le Sherman DD (Duplex Drive) a été utilisé pendant le jour J pour fournir un appui durant les combats rapprochés sur les plages, lors des premières vagues du débarquement. Le Sherman DD ne pouvait tirer dans l'eau car son écran de flottabilité montait plus haut que le canon, et pour cause d'instabilité excessive. Un grand nombre de ces DD ont coulé une fois mis à l'eau et ont été détruits durant l'opération. En raison du climat capricieux de la Manche, certains ont été lâchés trop loin de la plage. À cause du courant, certains chars ont tourné dans le sens du courant permettant aux vagues de passer par-dessus et de remplir le char. Néanmoins, ceux qui ont touché terre ont fourni un appui essentiel dans les premières heures critiques du débarquement.

### Motorisation
Le moteur principal du char lui assure la puissance nécessaire pour se déplacer et pour de nombreuses autres utilisations, telles que faire pivoter la tourelle ou tout simplement fournir le courant électrique et l'énergie hydraulique. Les chars de la Première Guerre mondiale utilisaient habituellement des moteurs à essence, à l'exception du char américain Holt qui était propulsé par un moteur à essence et un moteur électrique. Durant la Seconde Guerre mondiale, il n'y avait pas vraiment de règles. Tous les types de moteurs coexistaient. Beaucoup de moteurs de chars étaient des moteurs d'avion adaptés. À partir de la guerre froide, les chars se sont presque tous orientés vers les moteurs Diesel, avec des versions polycarburants améliorées toujours d'actualité. Vers la fin des années 1970, les turbomoteurs ont commencé à apparaître.
Le poids et le type des moteurs, sans oublier la transmission et la boîte de vitesses, déterminent en grande partie la rapidité et la mobilité du char. De plus, le terrain limite fortement la vitesse maximale de tous les chars par les contraintes qu'il exerce sur la suspension et sur l'équipage.
Concernant le moteur, un char Abrams est actuellement capable de développer 1 500 chevaux, soit 21,6 chevaux par tonne ; un coefficient compris entre 20 et 25 signifie que le char possède un bon rapport poids-puissance. Un char trop lourd ou trop peu puissant possède un coefficient inférieur à 20 chevaux/tonne. Au début, les moteurs fonctionnaient à l'essence, ce qui favorisait les incendies.
Comparaison de la puissance de la motorisation d'un char :
| Véhicule                     | Puissance de sortie | Puissance/poids      |
| ---------------------------- | ------------------- | -------------------- |
| Toyota Camry 2,4 L           | 158 ch (118 kW)     | 106 ch/tonne         |
| Lamborghini Murciélago 6,5 L | 632 ch (471 kW)     | 383 ch/tonne         |
| Formule 1 3 L                | 950 ch (710 kW)     | 2 100 ch/tonne       |
| Leopard 2, M1 Abrams         | 1 500 ch (1 100 kW) | 21,6 à 24,5 ch/tonne |
| Rame à turbine à gaz         | 2 581 ch (1 925 kW) | 11,5 ch/tonne        |

#### Moteurs Diesel «multi-carburants»
Tous les chars modernes fonctionnent grâce à une turbine à gaz ou un moteur Diesel (le gazole étant moins inflammable et plus économique que l'essence. Quelques chars soviétiques ont même employé la fumée opaque d'un moteur Diesel mal réglé comme technique de camouflage. Ils pouvaient ainsi effectuer une combustion incomplète du carburant pour créer une fumée opaque en vue de créer une couverture. Les réservoirs de carburant de secours sont généralement placés à l'arrière du char. Sur quelques modèles, comme le Merkava israélien, ces réservoirs sont placés autour du secteur de l'équipage pour fournir une protection additionnelle. Le carburant de secours a souvent été stocké dans des jerricans auxiliaires à l'extérieur de l'engin, ou par d'autres moyens tels qu'une petite remorque qu'il est possible de détacher avant un engagement.
Les moteurs modernes des chars sont polycarburants, ils peuvent utiliser du gazole, de l'essence ou des carburants semblables[Quoi ?].
Les chars du Pacte de Varsovie étaient équipés de systèmes de pompage compatibles avec les citernes de fioul domestique des habitations d'Allemagne de l'Ouest de façon à pouvoir y refaire le plein.

#### Turbines à gaz

Coupe longitudinale d'un turbomoteur - Principaux organes.

Des turbomoteurs sont utilisées comme groupe auxiliaire de puissance sur certains chars de combat, et sont la source de propulsion principale sur les chars T-80 soviétique et Abrams M1 américains. Elles sont comparativement plus légères et plus petites que des moteurs Diesel pour un même niveau de puissance prolongée (le T-80 a même été surnommé le char volant à cause de sa vitesse).
Toutefois elles sont beaucoup moins économes en carburant, particulièrement à bas régime moteur, exigeant de plus grands réservoirs de carburant pour atteindre les mêmes niveaux d'autonomie en combat. Différents modèles du char M1 Abrams ont réglé ce problème avec des batteries ou des générateurs secondaires pour actionner ses systèmes lorsqu'il est en mode stationnaire, économisant ainsi du carburant en réduisant la nécessité de faire tourner au ralenti la turbine principale. Les chars T-80 sont généralement équipés de grands réservoirs de carburant extérieurs destinés à accroître leur autonomie. La Russie a remplacé la production du T-80 avec le moins puissant char T-90 (basé sur le T-72), alors que l'Ukraine a développé le T-80 UD et le T-84 à moteur Diesel avec une puissance très proche des turbines à gaz.
En raison de son moindre rendement, la signature thermique d'une turbine à gaz est plus élevée que celle d'un moteur Diesel à puissance égale. Par contre un char avec une turbomoteur est généralement plus silencieux que ceux propulsés par des moteurs à pistons. Le M1A2 a été surnommé la « Mort Chuchotante » (« Whispering Death ») à cause de son faible niveau de bruit.
Une turbine est théoriquement plus fiable et plus facile à entretenir qu'un moteur à pistons, puisqu'elle a une construction plus simple avec peu de pièces mobiles. Dans la pratique, cependant, ses pièces éprouvent une usure plus importante en raison de leur vitesse de fonctionnement plus élevée. Les aubes de la turbine sont, en outre, très sensibles à la poussière et au sable fin de sorte que, dans des opérations se déroulant dans le désert, des filtres spéciaux doivent être soigneusement montés et changés plusieurs fois par jour. Un filtre mal monté, ou une seule balle ou morceau d'éclat peuvent rendre le filtre inutile, ce qui est fortement préjudiciable pour le moteur. Les moteurs à piston ont, eux aussi, également besoin de filtres bien entretenus, mais ils sont moins mis en danger si le filtre a un accroc.
Comme la plupart des moteurs Diesel modernes utilisés dans les chars, les turbines à gaz sont aussi des moteurs polycarburants.

## Commande, contrôle et communications
Commander et coordonner l'organisation des chars sur le champ de bataille a toujours été sujet à des problèmes particuliers. Le bruit du moteur, la poussière, la fumée, le blindage, les aléas du terrains et le besoin d'être opérationnel « ouvert » comme « fermé » compliquent sévèrement la communication.

### Communications internes
Chaque action d'un char, mouvement ou tir, est ordonnée par le chef de char. Dans quelques vieux chars, le commandant devait charger ou tirer avec le canon principal, parfois les deux, réduisant grandement ses capacités de commandement. Dans beaucoup de petits véhicules de combat blindés, même tard dans le vingtième siècle, le commandant transmettrait ses ordres au conducteur par des tapes sur ses épaules ou son dos. Aujourd'hui la plupart sont équipés d'intercom, permettant à tous les membres de l'équipage de s'exprimer audiblement. Quelques chars sont même équipés d'un intercom externe sur l'arrière, pour permettre à l'infanterie d'appui de parler à l'équipage.

### Communications tactiques
Lors des premières utilisations des tanks, les communications entre membres d'une unité blindée étaient faites via des signaux manuels ou via des sémaphores. Parfois, dans certaines situations, les membres de l'équipage sortaient et marchaient jusqu'à un autre char. Durant la Première Guerre mondiale, des rapports d'opérations étaient acheminés par des pigeons-voyageurs passés à travers les interstices de vision. Fusées éclairantes, fumées, mouvements et tirs sont autant de moyens de communiquer pour les unités les plus expérimentées pour se coordonner.
Entre les années 1930 et 1950, la plupart des pays disposant d'unités blindées les équipèrent de radios, mais les signaux visuels sont toujours utilisés pour réduire la saturation des canaux. Un char moderne est généralement équipé de radios permettant à son équipage de communiquer sur le réseau du bataillon ou de la compagnie, mais parfois de gérer un niveau plus important de communication pour s'accorder avec les autres branches du service. Le commandement de la compagnie ou du bataillon est généralement équipé d'une radio supplémentaire. Les communications sur un réseau chargé sont sujettes à des règles de langage formalisé appelées en anglais « radio voice procedures ».
La plupart des chars sont manœuvrés par le commandant, d'autres membres d'équipage observent le champ de bataille via la trappe du toit, l'objectif étant d'avoir une meilleure perception du danger possible. Quand des tirs retentissent, ou lorsque le climat devient dangereux, les membres de l'équipage ferment la trappe réduisant considérablement leurs capacités de trouver les cibles et de détecter le danger.
Depuis les années 1960, les chefs de char ont progressivement sophistiqué leurs équipements pour détecter des cibles. Dans un char moderne, le chef a sa propre vision panoramique (avec vision de nuit ou infra-rouge), lui permettant de désigner une ou plusieurs nouvelles cibles alors même que le tireur en vise une autre. Des systèmes plus avancés permettent même au commandant de prendre le contrôle de la tourelle et de tirer avec le canon principal en cas d'urgence.

## Vulnérabilité

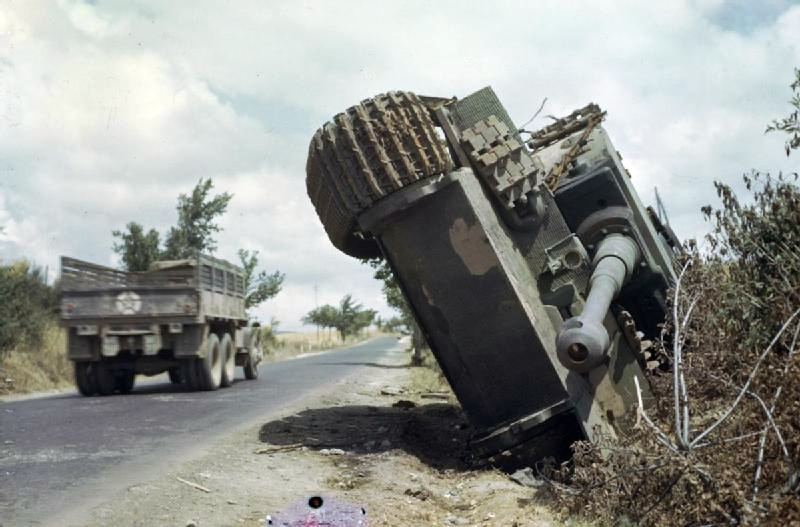
Char lourd Tigre I mis hors de combat en Italie, juin 1944.

Malgré sa puissance et son aspect impressionnant sur le champ de bataille, le char n'est nullement invulnérable. La peur de l'efficacité des chars a même mené au développement massif de tactiques et d'armes antichars redoutablement efficaces. C'est aussi une machine lourde, chère et capricieuse.

### À l'infanterie

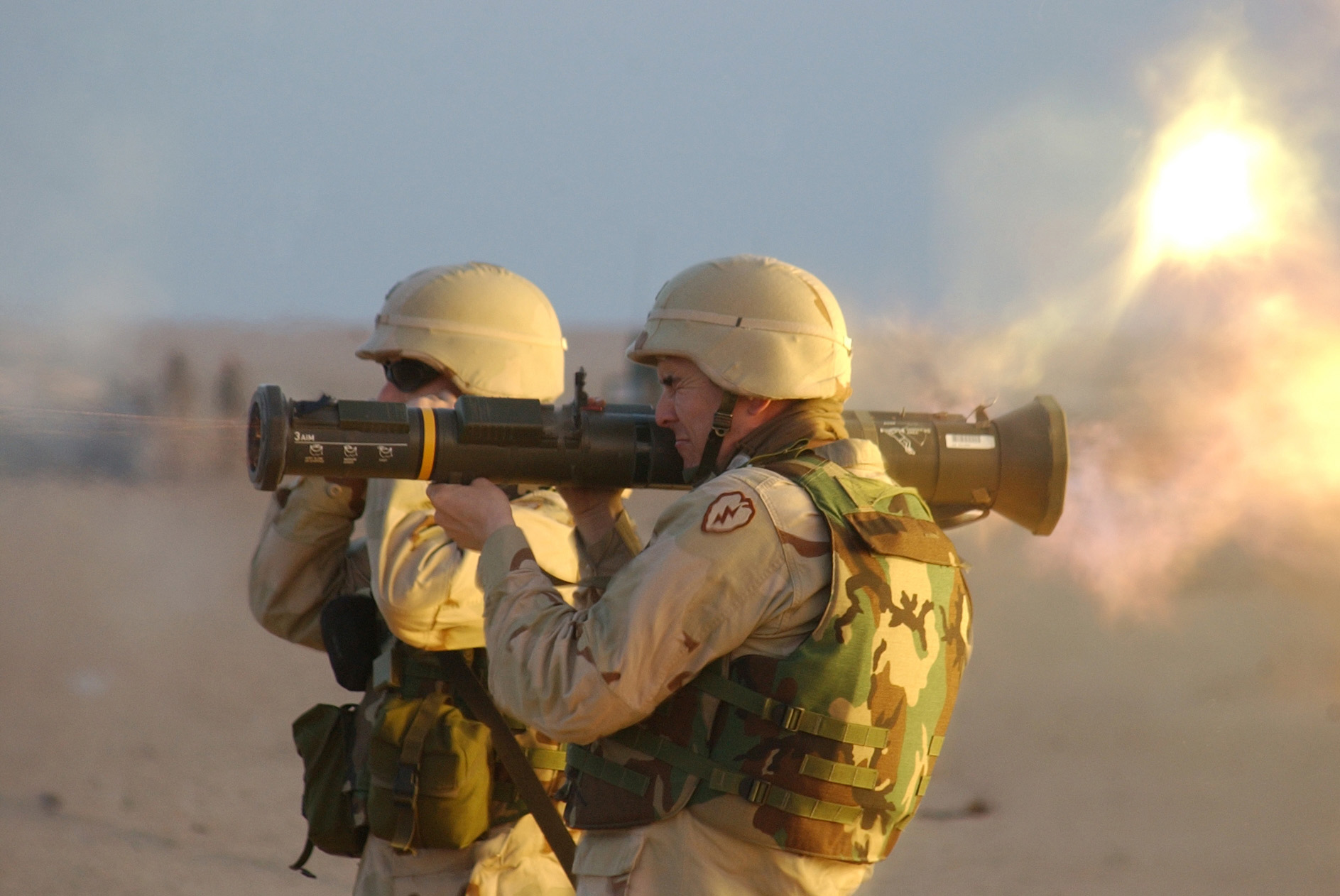
Tir d'un AT-4.

En dépit de la puissance de feu d'un char et de son action de choc à longue portée contre l'infanterie inexpérimentée, les chars sans soutien sont vulnérables à l'infanterie lorsqu'ils combattent des positions de défense en milieu non ouvert ou urbain. Les armes du char ne peuvent pas couvrir tout l'environnement à courte distance, et la suspension et les parties arrière et supérieure de blindage, relativement minces, sont vulnérables aux attaques de près ou à partir des étages supérieurs des bâtiments d'une ville.
Les chars fonctionnent généralement avec l'appui étroitement coordonné d'infanterie pour les protéger contre l'infanterie ennemie.
Les armes antichars d'infanterie incluent des armes rustiques, comme les bombes à l'essence (cocktail Molotov et autres), les fusils antichar, les grenades antichar, les bombes collantes et diverses armes portables modernes, les lance-roquettes et les missiles antichar.

### À l'artillerie
Depuis la Seconde Guerre mondiale, les chars sont suffisamment blindés pour être protégés contre des fragments d'obus d'artillerie. Cependant, les batteries d'artillerie disposent habituellement en réserve de quelques munitions antichars pour leur défense contre des chars. En cas de tir direct, elles peuvent se révéler d'une redoutable efficacité, comme l'a montré le canon de 88 mm de la Seconde Guerre mondiale.
Depuis les années 1970, plusieurs types de munitions d'artillerie ont été développés en vue de détruire les véhicules blindés. Ceux-ci incluent les projectiles guidés par un faisceau laser dirigé sur la cible. Il existe également les bombes à sous-munitions, qui saturent un secteur avec des projectiles explosifs pouvant endommager le blindage supérieur ou créer un champ de mines, et même des sous-munitions automatisées qui peuvent identifier et attaquer les chars se trouvant à portée.
Dans l'arsenal de certains pays, on trouve aussi, à mi-chemin entre artillerie et armes d'infanterie, des fusils antichars ou des canons spécialisés (type SPG-9).

### Aux mines

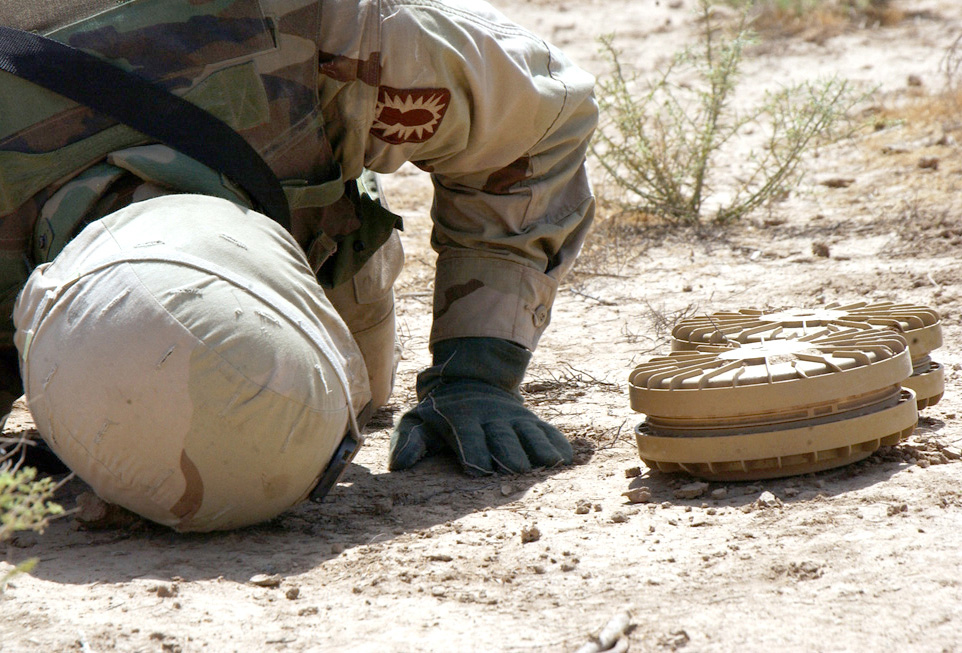
Deux mines anti-char en Irak.

Les champs de mines antichars sont des armes d'interdiction de secteur en anglais : area-denial, aidant à défendre un secteur, ou à canaliser les mouvements ennemis vers des zones où ils seront détruits. Des champs de mines non défendus ou des mines plantées sur les routes sont également employés pour retarder les mouvements des compagnies de blindés et agissent comme arme de gêne, mais elles ne sont pas considérées par les militaires comme une arme fortement efficace – bien que leur effet sur le moral soit important.
Les mines au sol endommageant les suspensions relativement fragiles d'un véhicule et le blindage inférieur plus fin, beaucoup de véhicules blindés sont conçus pour réduire leurs effets. Dans la plupart des cas, une mine antichar l'immobilise seulement et la plupart des chars peuvent être équipés de dispositifs anti-mines (charrues, rouleaux, ou fléaux anti-mines). Il y a également des mines qui emploient des ogives HEAT pour attaquer sur le côté. Les guérilleros qui n'ont pas de mines antichars à leur disposition peuvent en improviser pour le harcèlement des forces blindées. Mais ces engins explosifs improvisés, même les plus lourds, ne seront capables de détruire réellement un char moderne que dans le cas où il se place juste au-dessus.

### À l'aviation

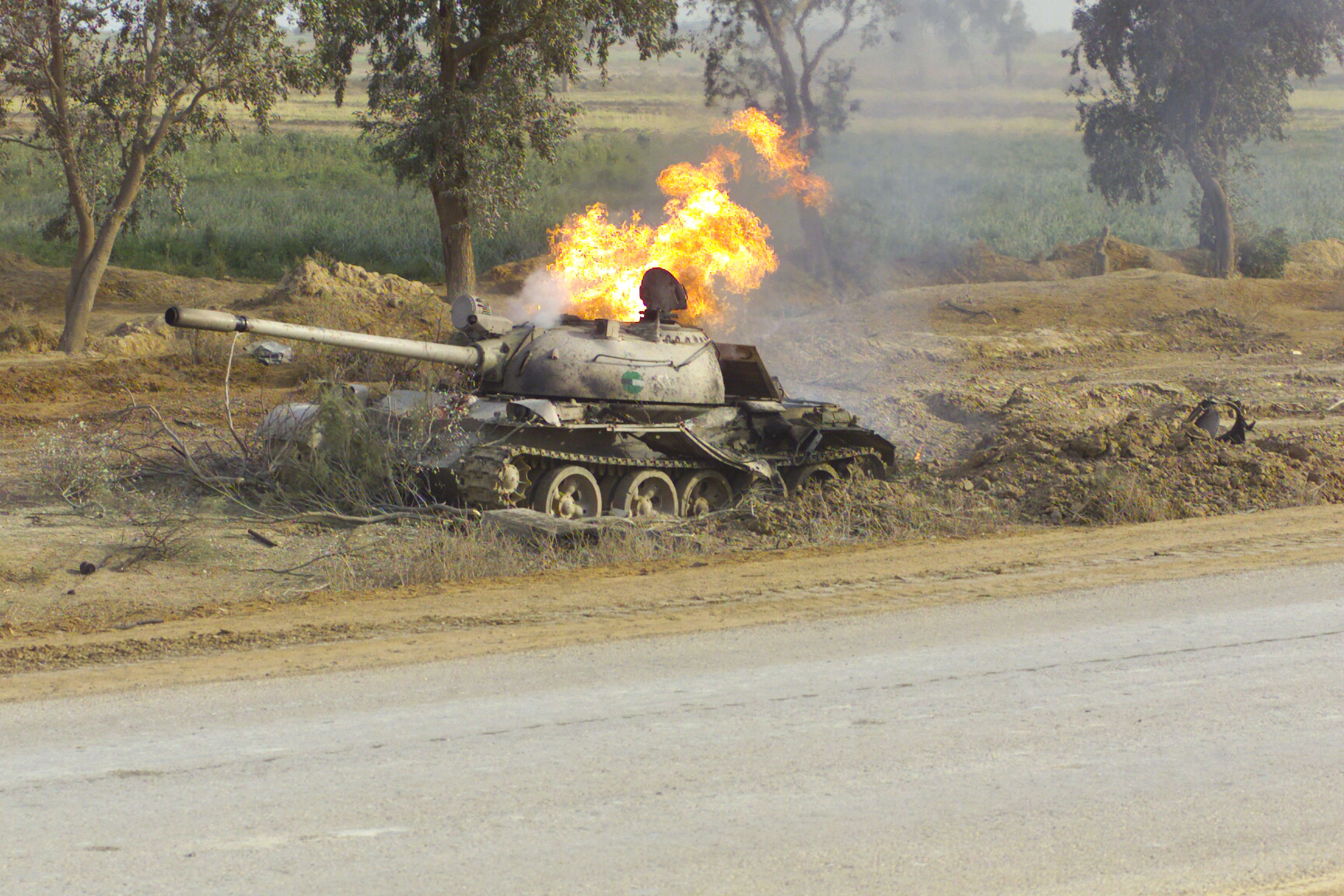
Char Type 69 irakien en flammes, 2 avril 2003.

Depuis la Seconde Guerre mondiale, les avions d'attaque au sol se sont montrés capables de détruire les chars à l'aide de mitrailleuses lourdes (en visant la couche de blindage plus mince au-dessus du char), de canons et de roquettes. Aujourd'hui, de tels avions emploient également des missiles guidés ou des bombes guidées. Dans la plupart des cas, seuls les avions de soutien à basse altitude sont efficaces contre les chars. À haute altitude, et même aujourd'hui, il est très difficile de détecter un char une fois camouflé et il est facile de contrecarrer l'avion ennemi en utilisant des leurres. Les bombes, même celles dotées d'un guidage de précision sont seulement efficaces contre les chars stationnaires. Durant les opérations alliées au Kosovo, seuls treize chars serbes furent détruits en dépit d'attaques aériennes massives.
Depuis les années 1960, une autre menace est l'hélicoptère d'attaque, exploitant sa mobilité élevée et l'utilisation du terrain pour sa protection, équipé de contrôle et de guidage de tir et portant de puissants missiles sophistiqués. Un hélicoptère peut effectuer une attaque surprise par derrière, le temps où il s'expose dépendant du type de missile utilisé. Un hélicoptère, attaquant à l'aide d'un missile filoguidé ou à guidage laser, doit s'exposer jusqu'à ce que le missile frappe la cible, ce qui le rend très vulnérable à la réponse ennemie. Les hélicoptères attaquant avec des missiles de type auto-guidés peuvent retourner à leur couverture après lancement.
La plupart des chars modernes sont capables de répliquer à des cibles aériennes lentes avec leur canon principal et beaucoup sont dotés de méthodes de contre-mesures défensives telles que les systèmes de détection laser (qui avertissent l'équipage de l'utilisation d'un laser ciblant le char), les générateurs de fumée bloquant les IR (rayonnement infrarouge) et même, dans certains cas, des systèmes brouilleurs de missiles. En revanche les mitrailleuses anti-aériennes classiques, souvent montées sur les chars de la Seconde Guerre mondiale, ont été abandonnées en raison de la vitesse des attaques des avions modernes. Des systèmes actifs de destruction des missiles sont à l'étude et en test.

### Logistique lourde

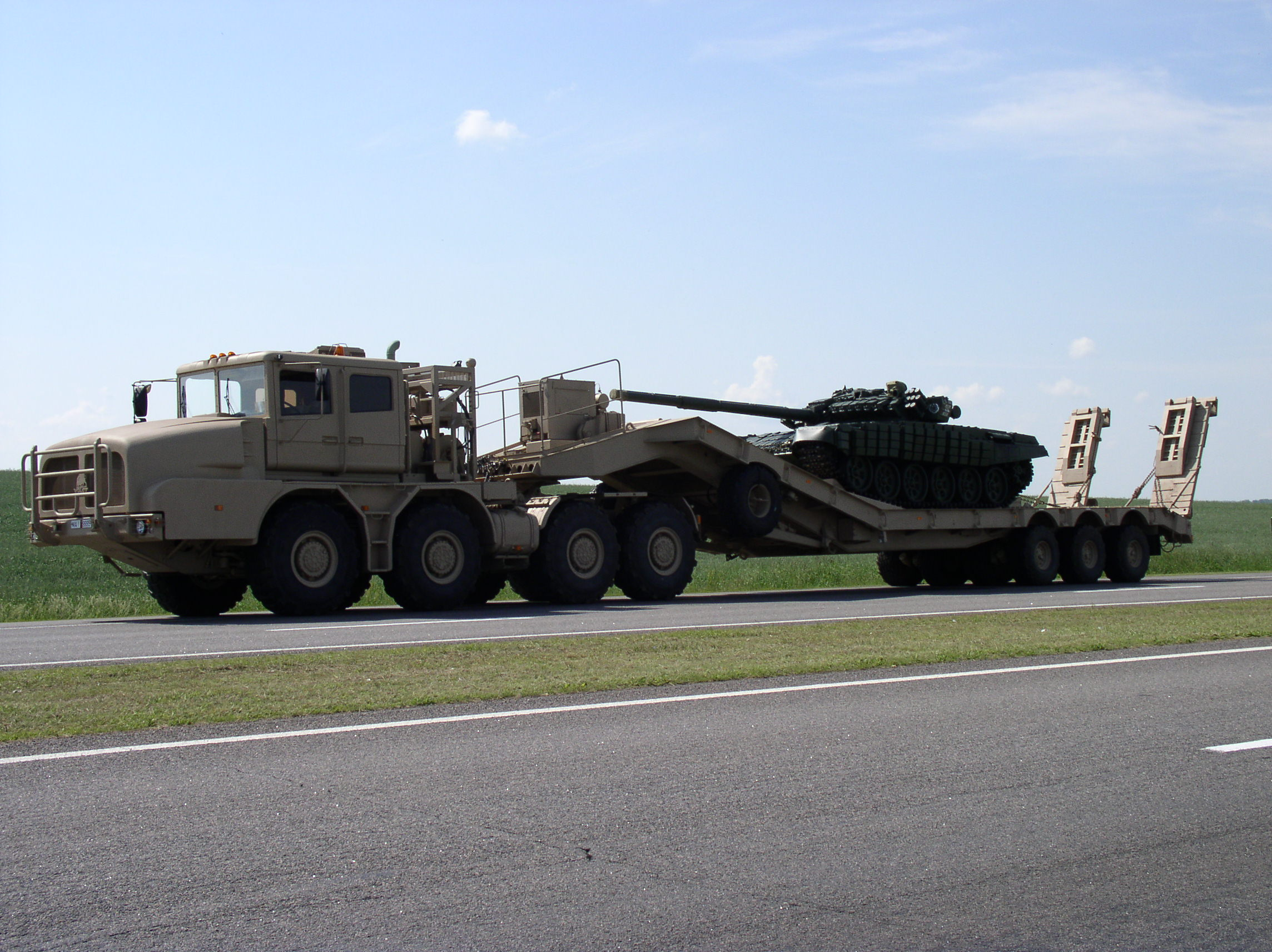
Camion transporteur de char avec un T-72 biélorusse.

Les chars ont des besoins logistiques très lourds. Ils exigent de grandes quantités de carburant, munitions, entretien, et pièces de rechange pour continuer à fonctionner, même lorsqu'ils ne sont pas engagés au combat.
Les forces blindées ne peuvent pas combattre efficacement si toutes leurs exigences ne sont pas remplies en raison de défaillances dans l'approvisionnement, d'une pauvre planification ou de l'action de l'ennemi. Historiquement, beaucoup d'offensives blindées ont échoué de cette façon, comme l'offensive des Ardennes de l'armée allemande pendant la Seconde Guerre mondiale.
Pour plus de précisions sur les aspects logistiques, voir plus haut : les aspects de la mobilité

### Environnement

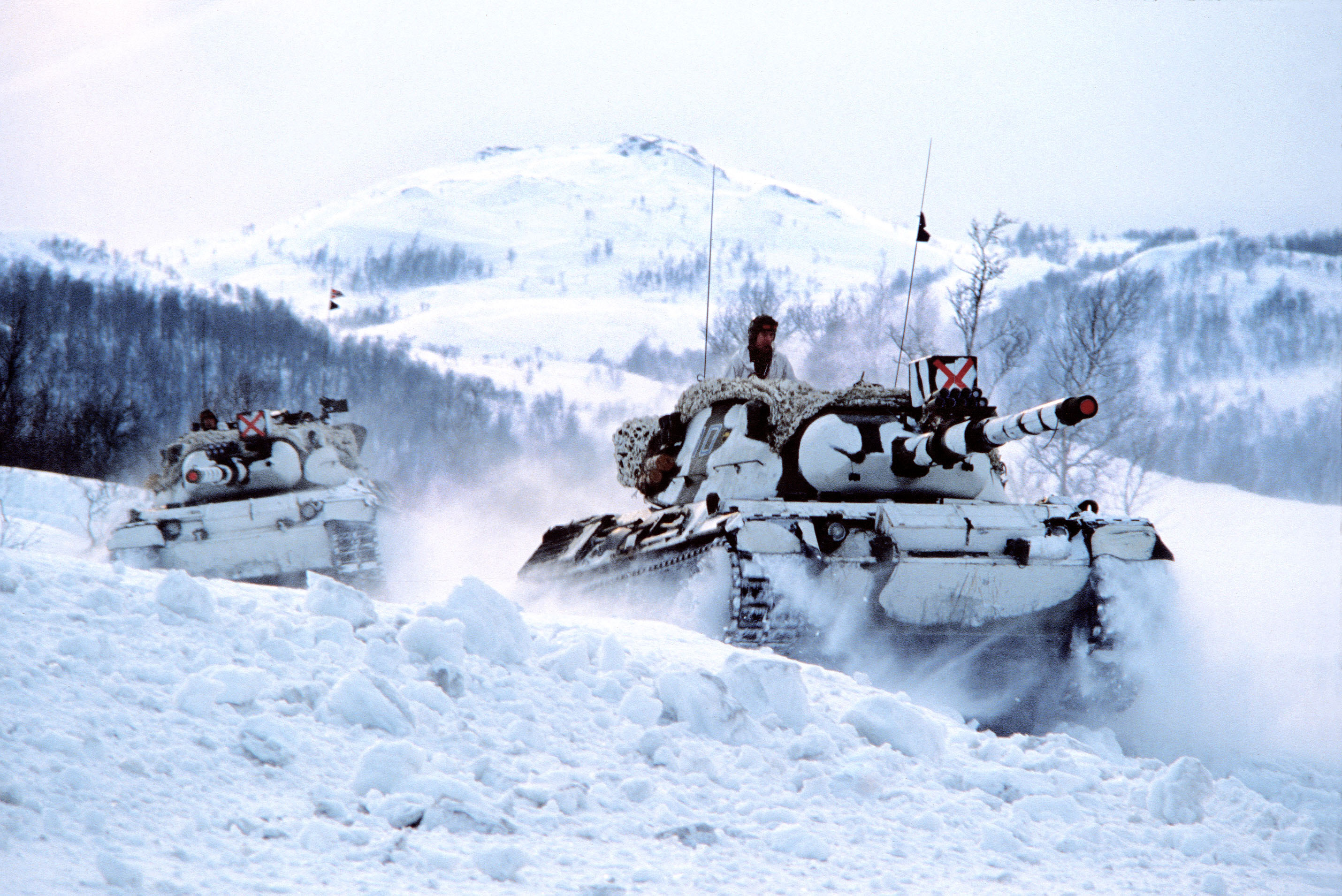
Deux chars de combat Leopard 1 de l'armée norvégienne dans la neige.

#### Climat
Les chars peuvent également être neutralisés par le temps : les batteries des démarreurs et les lubrifiants, et même les moteurs peuvent ne pas démarrer dans le froid extrême. Pendant la Seconde Guerre mondiale dans l'hiver russe, il a souvent fallu laisser tourner les moteurs des chars à l'arrêt pour prévenir des problèmes de démarrage (pour éviter la congélation de l’huile moteur et du fioul). Les moteurs et l'équipage peuvent également souffrir de surchauffe par temps chaud (les chars sont tous équipés de climatisation depuis les années 1980), ou la poussière peut obstruer les conduits.

#### Terrain
Les chars sont également dans une position défavorable dans les terrains boisés et les environnements urbains, qui annulent l'avantage du tir à longue portée, limitent la capacité de l'équipage à détecter des menaces potentielles, et même la capacité de rotation de la tourelle. Certains de ces problèmes sont maintenant pris en considération par des modifications spéciales notamment pour le combat urbain (notons que les combats urbains créent des risques additionnels pour presque tous les types d'unités) avec une survie des chars qui s'est considérablement améliorée (particulièrement contre les armes improvisées et portatives) tout simplement en vertu de leur puissant blindage.

## Recherche et développement

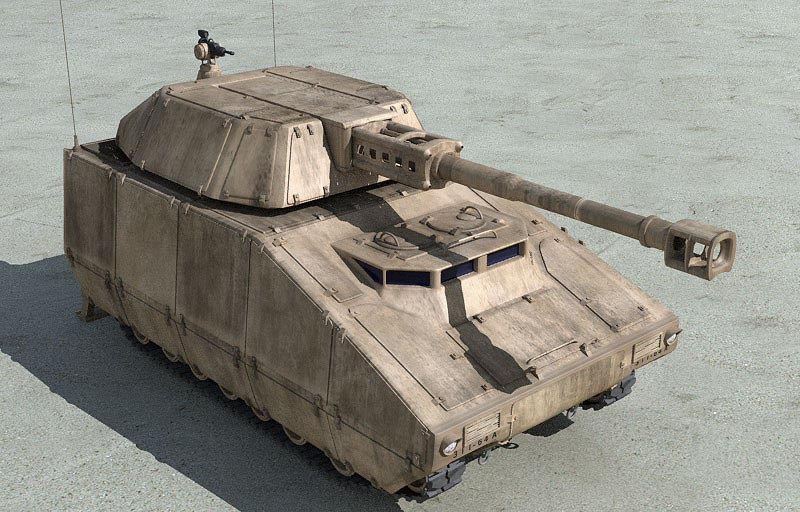
Concept de char léger américain à l'étude dans les années 2000.

La recherche actuelle cherche à rendre les chars plus légers et mobiles, mais aussi plus discrets en adaptant des technologies de camouflage développées à l'origine pour l'aviation. La recherche est également continue dans les systèmes de blindage et de nouvelles unités de propulsion.
Une tendance claire est le nombre croissant de systèmes électriques et de communication, tels que les détecteurs thermiques et des radios à longue portée plus puissantes. On peut également constater que les chars deviennent de plus en plus automatiques, notamment pour le chargement des munitions.